# Studentenproteste in Österreich 2009/2010

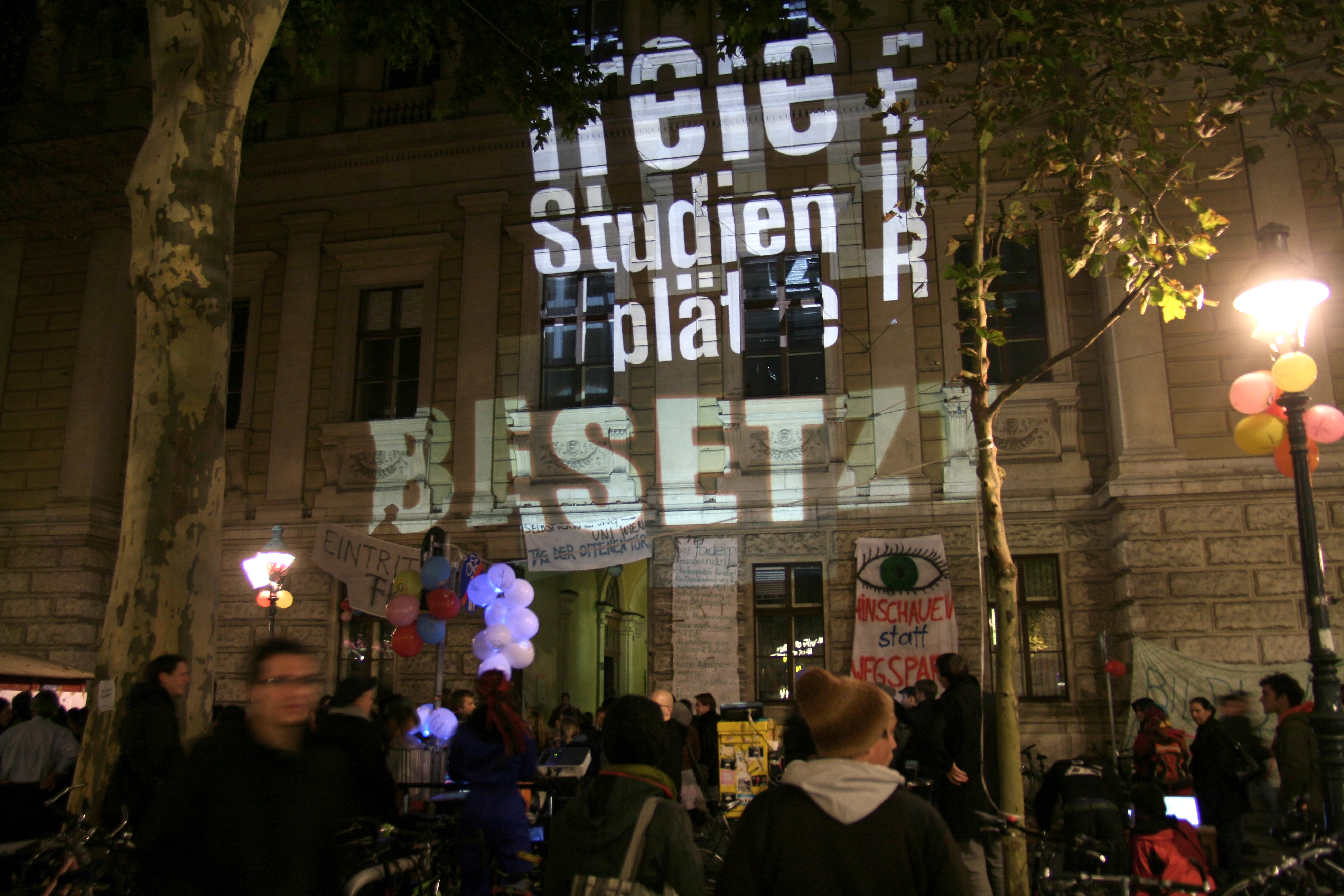
Proteste und Besetzung am Hauptgebäude der Universität Wien, Oktober 2009

Im Zuge von Studentenprotesten in Österreich gegen Beschränkungen des Hochschulzuganges wurden ab Ende Oktober 2009 an vielen österreichischen Universitäten Hörsäle und weitere Räumlichkeiten besetzt, darunter die beiden größten Hörsäle Österreichs an der Universität Wien, sowie der größte Hörsaal der Universität Graz. Die Proteste stellten die größten Bildungsproteste der letzten Jahre in Österreich dar, wurden in der internationalen Presse wahrgenommen und führten innerhalb Österreichs zu einer breiten Diskussion über die Bildungspolitik.
Persönlichkeiten aus dem Bildungsbereich, der Politik und Zivilgesellschaft, den Gewerkschaften, aus Kunst und Kultur und den Medien haben sich mit den Protestierenden auseinandergesetzt und zum Teil solidarisiert. Die Protestierenden waren basisdemokratisch organisiert und das Internet spielte eine zentrale Rolle bei der Kommunikation. Neben Großdemonstrationen wurden zahlreiche Arbeitsgruppen gebildet und weitere Aktionen gestartet; in den besetzten Hörsälen wurden neben dem Plenum, auf dem Entscheidungen gefällt wurden, auch Kultur- und Bildungsveranstaltungen abgehalten. Gefordert wurde unter anderem die Ausfinanzierung und Demokratisierung der Universitäten, die Abschaffung bzw. Nichteinführung der Studiengebühren und ein freier Hochschulzugang. Ein zentraler Slogan der Proteste lautete: „Bildung statt Ausbildung“. Die Proteste verliefen oftmals unter dem gemeinsamen symbolischen Motto „Uni brennt“ bzw. „Unsere Uni“.
Nachdem sich die Proteste nach der erzwungenen Räumung des Audimax an der Universität Wien Ende Dezember beruhigten bzw. verflachten, fanden zu Beginn des Sommersemesters 2010 im Zuge des in Wien am 11. März stattfindenden Bologna-Gipfels zur Bologna-Reform noch einmal größere Proteste und Gegenveranstaltungen – oftmals unter dem Namen „Bologna burns“ – statt.

## Proteste

### Besetzungen

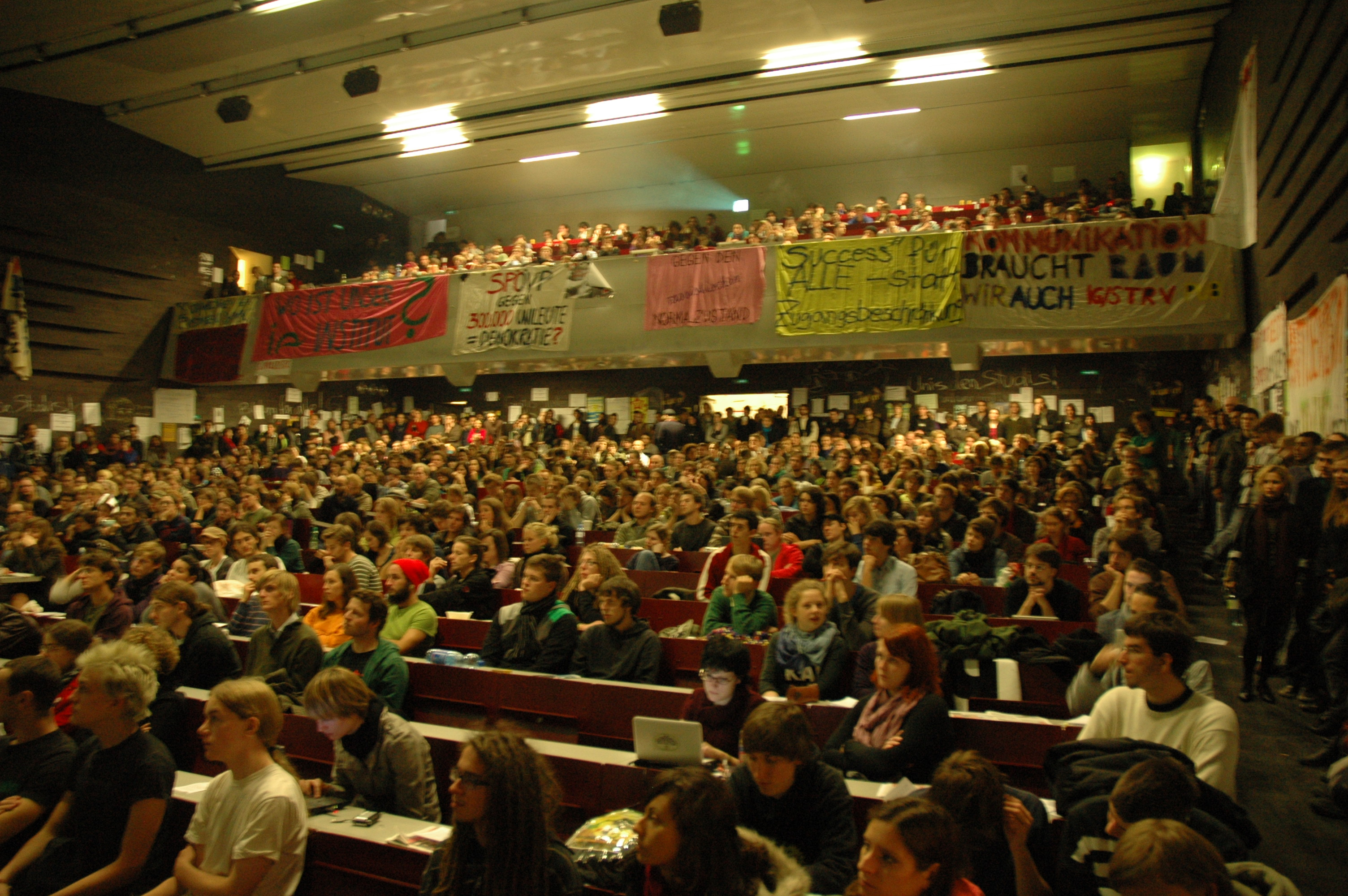
Besetztes Audimax der Universität Wien, Oktober 2009

Den Anfang nahmen die Proteste mit der Besetzung der Aula der Akademie der bildenden Künste Wien durch Studenten und Lehrpersonal am 20. Oktober 2009, die gemeinsam gegen die unmittelbar bevorstehende Einführung des Bologna-Systems durch das Rektorat protestierten. Nach einer Solidaritäts-Kundgebung, die am 22. Oktober vom Votivpark zur Universität Wien zog, wurde spontan das Audimax der Universität Wien besetzt. Von da an fanden Plena in den besetzten Hörsälen statt, auf denen basisdemokratische Diskussionen stattfanden und Abstimmungen abgehalten wurden. Es hatten sich zahlreiche Arbeitsgruppen gebildet, die neben dem Plenum die Hauptorganisatoren des Protests waren.
In den Tagen nach dem 22. Oktober 2009 weiteten sich die Proteste auf andere Universitäten aus. So wurde am 23. Oktober die Vorklinik der Universität Graz von rund 50 Studierenden besetzt, am 27. Oktober folgten der Hörsaal C1, der nach dem Audimax zweitgrößte Hörsaal der Universität Wien, am Wiener Uni-Campus sowie der Hörsaal 1 im Freihaus der Technischen Universität Wien, wie nach einer Abstimmung unter 500 Anwesenden der „Vollversammlung“ beschlossen wurde. Weiters wurden an diesem Tag die Aula der Universität Klagenfurt sowie der Hörsaal 1 der Universität Linz besetzt (der am 6. November mangels Aktivisten wieder freigegeben wurde Stattdessen wurde am 11. November der Hörsaal 3 besetzt.). Am 28. Oktober, nach einer Protestkundgebung, folgte die Besetzung des Hörsaales 381 der Universität Salzburg am Rudolfskai durch rund 300 Personen und am 29. Oktober wurden die Aula der Fakultät für Sozial- und Wirtschaftswissenschaften der Universität Innsbruck, nach einer Demonstration, sowie der Hörsaal BE01 an der TU Graz, nach einer Vollversammlung, besetzt. Am 6. November übersiedelte die Besetzung in Absprache mit dem Rektorat in den größeren Hörsaal 2 im Hauptgebäude der TU Graz. Weiters wurde am 3. November der Hörsaal K2 (Audimax des Institutes für Bildende Kunst) an der Kunstuniversität Linz besetzt.

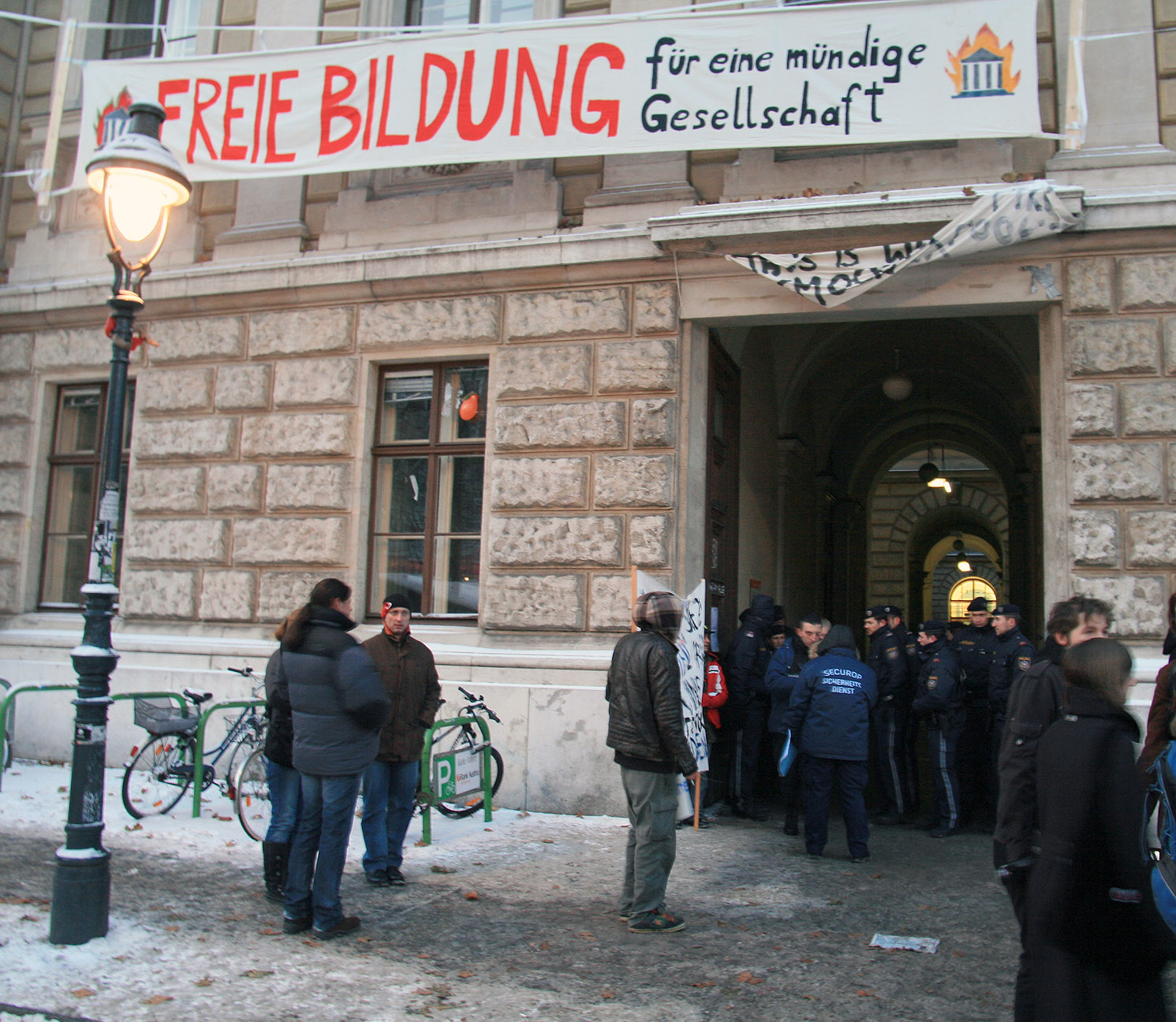
Polizeiliche Räumung des Audimax, 21. Dezember 2009

An der Universität für Bodenkultur Wien (BOKU) wurden am 28. Oktober 2009 mehrere seit Jahren leerstehende Räume im Obergeschoß des Türkenwirt-Gebäudes (TÜWI), dessen Untergeschoß von der ÖH genutzt wurde, in Einvernehmen mit dem Rektorat „besetzt“. Zu den Forderungen dieser Gruppe zählte unter anderem, das Gebäude in ein seit langem gefordertes „Haus der Studierenden“ umzuwandeln. Somit waren österreichweit Räume, vorwiegend große Hörsäle und Aulen, oft unter Duldung oder aktiver Unterstützung durch die Rektorate, an elf Universitätsstandorten besetzt. Mit Ausnahme der Wirtschaftsuniversität Wien wurden Hörsäle an vier der fünf größten Universitäten Österreichs besetzt, darunter mit der Universität Wien die größte Universität im deutschsprachigen Raum.
Im Audimax der Universität Wien fanden ab etwa Mitte November auch Obdachlose Zuflucht, die dort übernachten konnten und deren Versorgung von den Protestierenden mitübernommen wurde. In den frühen Morgenstunden des 21. Dezember, am 61. Tag der Proteste, wurde das Audimax nach einem Beschluss des Rektorats in Anwesenheit der Polizei geräumt. Zum Zeitpunkt der Räumung befanden sich, nach Angaben des Rektorats, etwa 15 Studierende und 80 Obdachlose vor Ort. Weiterhin besetzt blieb vorerst der Hörsaal C1, der am 6. Jänner 2010 geräumt wurde. In Gesprächen zwischen Rektorat und dem Besetzern wurde vereinbart, dass sie andere Räume der Universität für die Treffen der Arbeitsgruppen nutzen können.
Kurzfristige Besetzungen gab es am 10. Mai, als in Reaktion auf die Schließung des letzten der Bewegung zur Verfügung gestellten Raumes etwa 50 Personen das Rektorat der Universität Wien für etwa zwei Stunden besetzten, sowie im Anschluss das Audimax, das ebenfalls für etwa zwei Stunden von bis zu 300 Personen besetzt wurde. In beiden Fällen verließen die Studenten die Räume, nachdem die Polizei die Räumungsanordnung verlas. Am 14. Mai besetzte eine kleine Gruppe für eine halbe Stunde das Wissenschaftsministerium. Zuvor wurde an einer gemeinsamen Pressekonferenz der ÖH und „unibrennt“ der Ausstieg aus dem Hochschuldialog bekannt gegeben.

### Aktionen

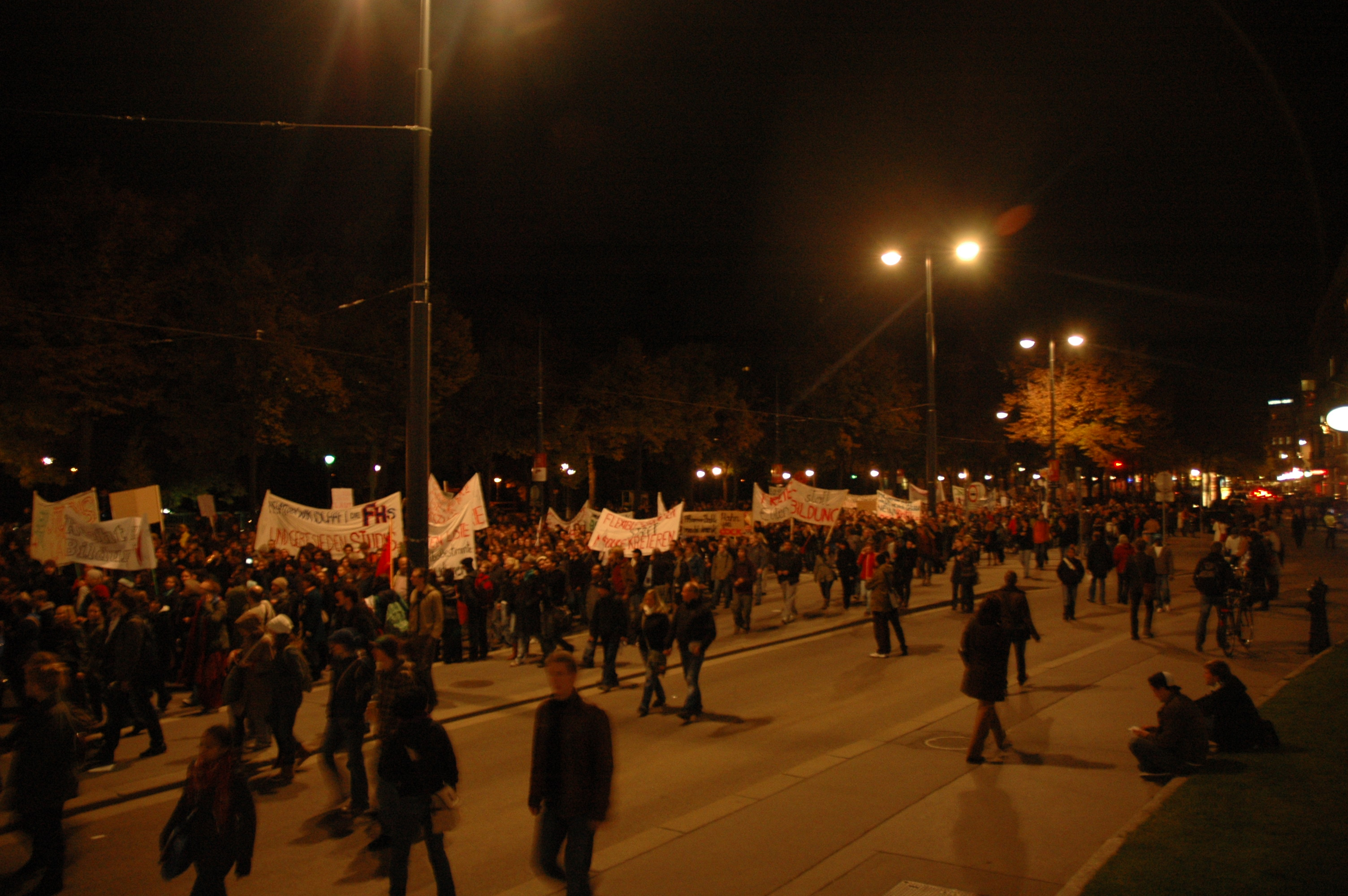
Demonstration am 28. Oktober 2009 auf der Wiener Ringstraße

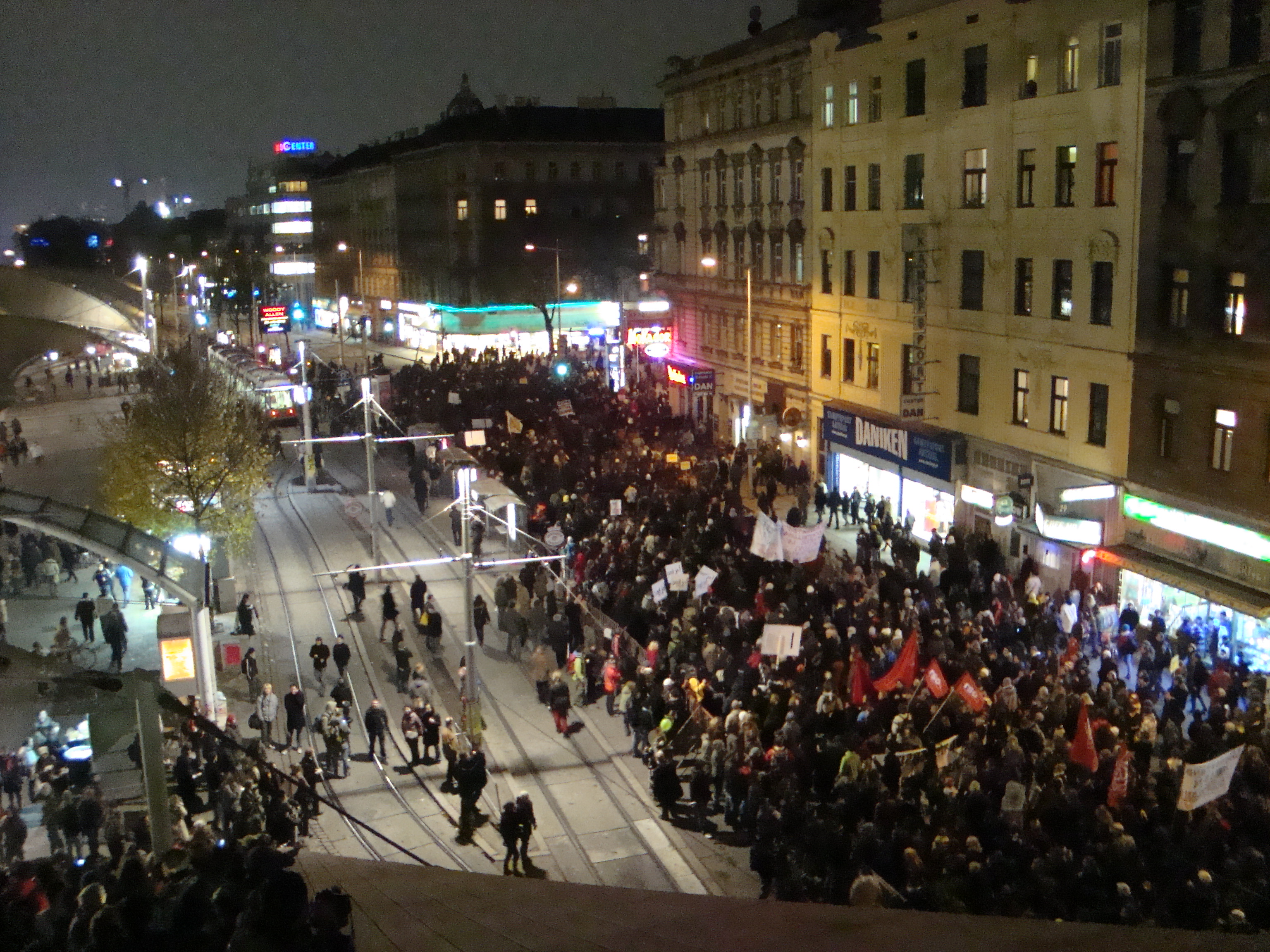
Demonstration am 5. November 2009 am Urban-Loritz-Platz

Eine Woche nach den ersten Besetzungen, am 28. Oktober, fand ein Demonstrationszug, ausgehend von der Wiener Universität unter dem Motto „Geld für Bildung statt für Banken und Konzerne“ statt. Während die Polizei die Anzahl an Demonstrierenden offiziell mit 10.000 bezifferte und die Veranstalter selbst mit 50.000, gaben die meisten Medien die Zahl mit 20.000 bis 30.000 Teilnehmenden an.
Am 5. November fand gemeinsam mit dem sogenannten bundesweiten Bildungsstreik in Deutschland eine länderübergreifende Aktion statt, die in Österreich als „Bildungsaktionstag“ angekündigt wurde. Teil dieses „Aktionstages“ waren unter anderem diverse Flashmob-artige Aktionen in Wien und Graz, darunter etwa die vorübergehende „Belagerung“ des Büros von Wissenschaftsminister Hahn (der jedoch nicht anwesend war) durch etwa 70 Studenten, die unbemerkt in das Wissenschaftsministerium eindrangen. Am Nachmittag und Abend fanden in mehreren Landeshauptstädten Demonstrationen statt: So demonstrierten in Bregenz rund 250 Schüler, in Salzburg 400 Studenten, in Linz 500, in Graz 1200 und in Wien etwa 8000 bis 20.000 Studenten.
Neben den Großveranstaltungen gab es eine Vielzahl von dezentralen, kleineren Aktionen und Veranstaltungen, die in ganz Österreich stattfanden. Dazu zählten unter anderem ein Flashmob im Wissenschaftsministerium, eine Aktion in drei Akten anlässlich der Eröffnung eines neuen Institutsgebäudes der BOKU sowie eine alternative Angelobung zur Bildung. Von der Gruppierung „Unsere WU“ wurde zudem die Aktion „Österreich sucht den/die SuperwissenschaftsministerIn“ gestartet – in Reaktion auf die ÖVP-Kampagne „Österreich sucht den Superpraktikanten“, im Zuge derer ein Praktikant für Vizekanzler Josef Pröll gesucht wird.
Am 14. November 2009 stürmten 150 bis 200 Studenten während der Pause die Bühne des Wiener Burgtheaters und enthüllten ein Transparent mit einem Zitat von Bert Brecht: „Schwierigkeiten werden nicht dadurch überwunden, dass sie verschwiegen werden.“ Nach der Verkündung ihrer Forderungen verließen die Studenten nach einigen Minuten freiwillig die Bühne.
Am 17. November fand ein internationaler Aktionstag statt. Insgesamt kam es im November zu Besetzungen der Hörsäle in mehr als 60 Städten.
Am 25. November wurde neben der Teilnahme von Sprechern der Protestierendenbewegung am Hochschuldialog von Wissenschaftsminister Hahn ein offener Alternativdialog der Protestierenden angeboten, zu dem sich u. a. Andreas Mailath-Pokorny ankündigte, Stadtrat für Kultur und Wissenschaft in Wien.

#### Bologna-Gipfel 2010
Im Zuge des am 11. März in Wien stattfindenden Bologna-Gipfels zur Bologna-Reform fanden erneut Proteste und Gegenveranstaltungen statt. Einen Tag vor Gipfelbeginn wurde der größte Hörsaal des Neuen Institutsgebäudes (NIG) der Universität Wien von 300–400 Personen über Nacht besetzt und danach wieder freiwillig geräumt.
Am Tag des Gipfelbeginns fand ab 15 Uhr eine von 63 Organisationen unterstützte Demonstration mit bis zu 12.000 Teilnehmenden unter dem Motto „Gemeinsam Bildungs- und Sozialabbau entgegentreten!“ statt. Daneben gab es noch weitere Aktionen im Schillerpark an der Akademie der bildenden Künste, an der Universität Wien, der Technischen Universität sowie am Graben. Im Vorfeld errichtete die Polizei weiträumige Absperrungen rund um den Veranstaltungsort. Neben österreichischen Studierenden nahmen auch Studierende aus Deutschland, der Schweiz, Türkei, Frankreich, Italien, Spanien, Serbien usw. an den Protesten teil. Die Medien gaben meist nur die von Veranstaltern (12.000) und Polizei (3.200 für den Hauptdemonstrationszug) kolportierten Zahlen an, beschränkten sich selbst darauf, von tausenden Demonstrierenden zu sprechen. Nach Ende der Demonstration fanden bis zum späten Abend Blockadeaktionen – von der Protestbewegung als „Zugangsbeschränkungen“ bezeichnet – der Gipfelteilnehmer statt. Dies führte zu einer einstündigen Verzögerung der Eröffnungsfeier des Bologna-Gipfels.
Am Gipfel konnte die ÖH-Vorsitzende Sigrid Maurer teilnehmen und dort die Protestforderungen in Gesprächen mit den Ministern einbringen.
Am 12. und 13. März fand am Campus der Universität Wien ein Gegengipfel statt.

### Protestvernetzung
Die Proteste wurden und werden nicht zentral von Organisationen wie etwa der offiziellen Vertretung österreichischer Studierender, der Österreichischen Hochschülerinnen- und Hochschülerschaft, oder anderen politischen Organisationen koordiniert, sondern durch die vor Ort anwesenden, wesentlich unterstützt durch soziale Netzwerke im Internet bzw. die sogenannten Social Media. Dieser Charakter verdeutlicht sich in der Verbreitung aktueller Informationen über den Kurznachrichtendienst Twitter, dem derzeit größten sozialen Netzwerk im Internet, Facebook, den Photodienst Flickr, oder Live-Übertragungen via Internet aus den besetzten Sälen. Die grundlegende Organisation, wie Arbeitsgruppen, Volxküche für die Verpflegung, Reinigung der Räumlichkeiten und ähnliches wird in einem eigenen Wiki koordiniert. Die Facebook-Seite der Besetzung des Audimax stellt mit über 30.000 „Fans“ die größte Vernetzung aller Uni-Protestbewegungen auf Facebook dar. Die Seite ging bereits wenige Stunden nach Verkündung der Besetzung online. Zur Aufklärung der breiten Bevölkerung über die Anliegen der Protestbewegung wurde weiters eine eigene Protest-Zeitung mit einer Auflage von 1.000 Stück herausgegeben (siehe Hauptartikel: Morgen - U-Bahnzeitung der Protestbewegung).
Auf Facebook haben sich auch Gegen- oder Alternativgruppierungen herausgebildet, die entweder die Besetzungen als Protestform oder die Proteste generell ablehnen, wie etwa „Studieren statt Blockieren“. Aktivität nach außen ging von diesen Gruppen allerdings nicht hervor.
Die sozialen Netzwerke fungieren über den Informationsaustausch hinaus aber vor allem als Mobilisierungsplattform für reale Aktionen, Protestkundgebungen, Veranstaltungen, Versammlungen und Plena. Zur Vernetzung der verschiedenen Protestbewegungen untereinander wurde unter anderem das österreichweite Vernetzungsplenum (ÖVP) eingerichtet. Dieses findet regelmäßig in einem der besetzten oder zur Verfügung gestellten Hörsäle einer österreichischen Universität statt und dient im Rahmen der Studentenproteste dazu, den Studierenden aller besetzten Universitäten ein Forum zu geben, über gemeinsame Aktionen, Forderungen und Probleme zu diskutieren. Das Vernetzungsplenum hat keinerlei Entscheidungskompetenzen und dient lediglich der Koordination bundesweiter, aber auch der Abstimmung mit internationalen Aktionen und dem Austausch von Erfahrungen und Informationen.
Bei der Ars Electronica 2010 bekam der Aufbau des sozialen Netzwerkes eine Auszeichnung im Bereich der digitalen Community.

## Unterstützungen
Unter den zahlreichen Solidaritätsbekundungen befinden sich auch zahlreiche bekannte Persönlichkeiten oder Gruppierungen, die ihrer Solidarität mit einem Besuch im besetzten Audimax Ausdruck verliehen. Zu Vorträgen und Gesprächen kamen unter anderem der Schweizer Soziologe, Politiker und ehemalige UN-Sonderberichterstatter Jean Ziegler, der Politiker Peter Pilz (Die Grünen), die Schriftsteller Robert Menasse, Klaus Werner-Lobo, Doron Rabinovici und Robert Schindel, der Falter-Herausgeber Armin Thurnher, der Schauspieler Hubert Kramar, der Philosoph Herbert Hrachovec, die Journalisten Corinna Milborn und Robert Misik, die Filmemacherin Ruth Beckermann und André Heller. Houchang und Tom-Dariush Allahyari präsentierten zusammen mit Ute Bock ihren Film Bock for President noch vor der eigentlichen Premiere während der Viennale im Audimax. Unter den Musikern, die vor den Besetzern spielten, waren die Liedermacher Konstantin Wecker und Hans Söllner, die amerikanische Punkband Anti-Flag und Bands wie Tocotronic, Gustav und Willi Resetarits mit Stubnblues. Auch Kabarettisten wie Maschek, Josef Hader und Florian Scheuba hatten Gastauftritte im Audimax.
Der Protest wie die Forderung „Bildung statt Ausbildung“ wurde einer Umfrage zufolge von einer relativen Mehrheit (~ 40 %) der Österreicher unterstützt, während etwas mehr als 30 % der Befragten sich noch kein Bild gemacht haben, gefolgt von knapp unter 30 %, die die Proteste ablehnen.

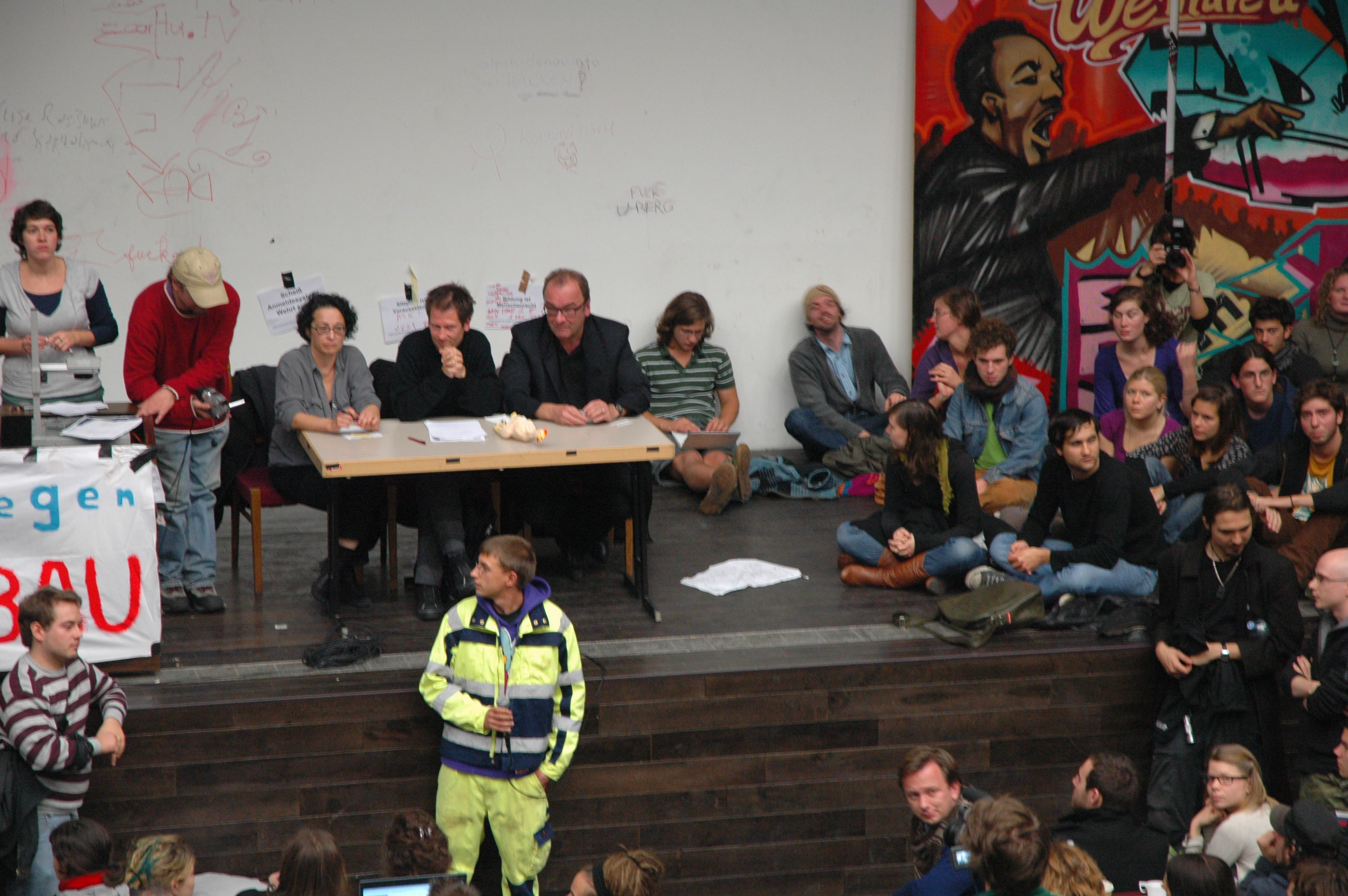
Auf dem Podium: Isolde Charim, Klaus Werner-Lobo und Robert Menasse
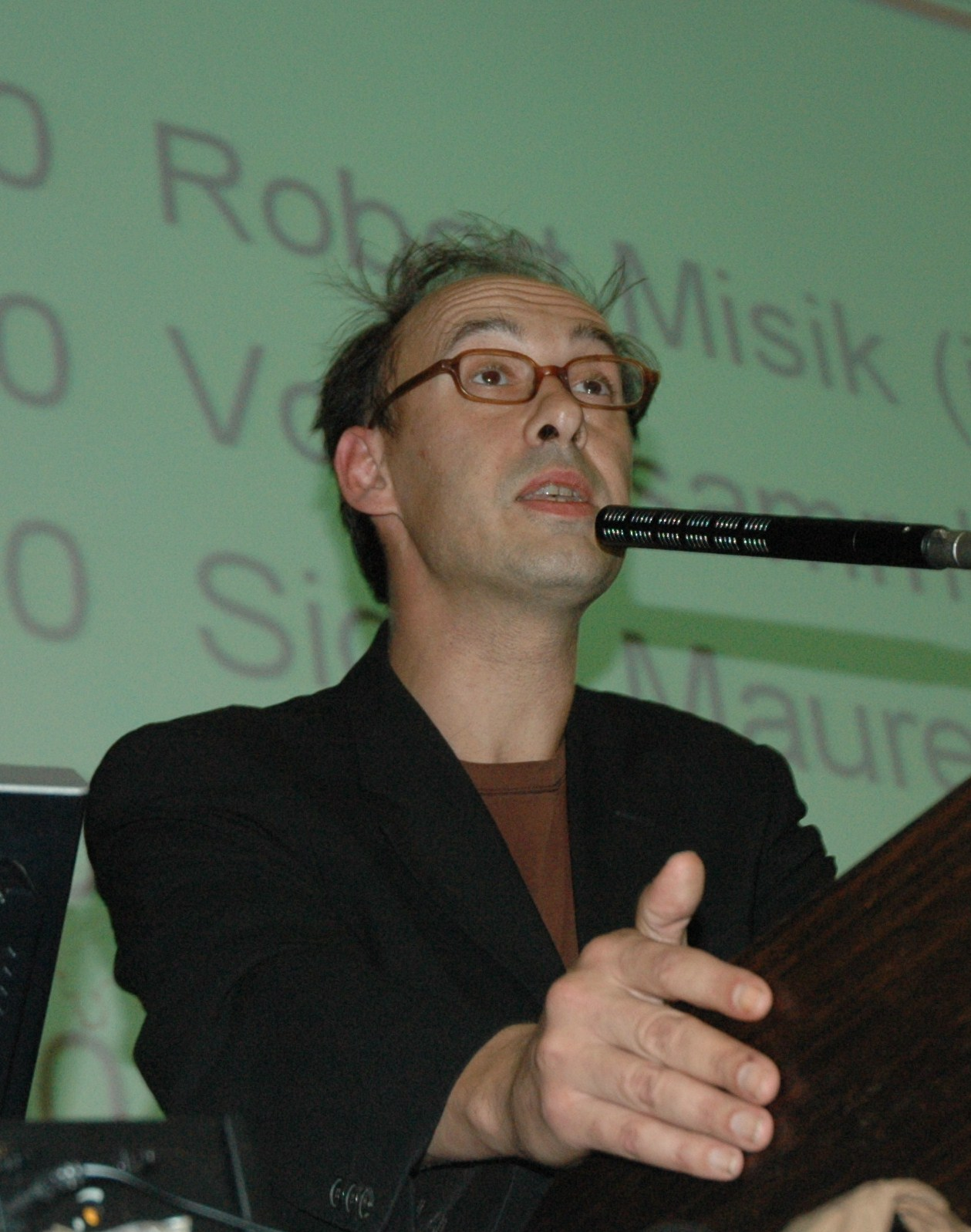
Robert Misik, freier Journalist
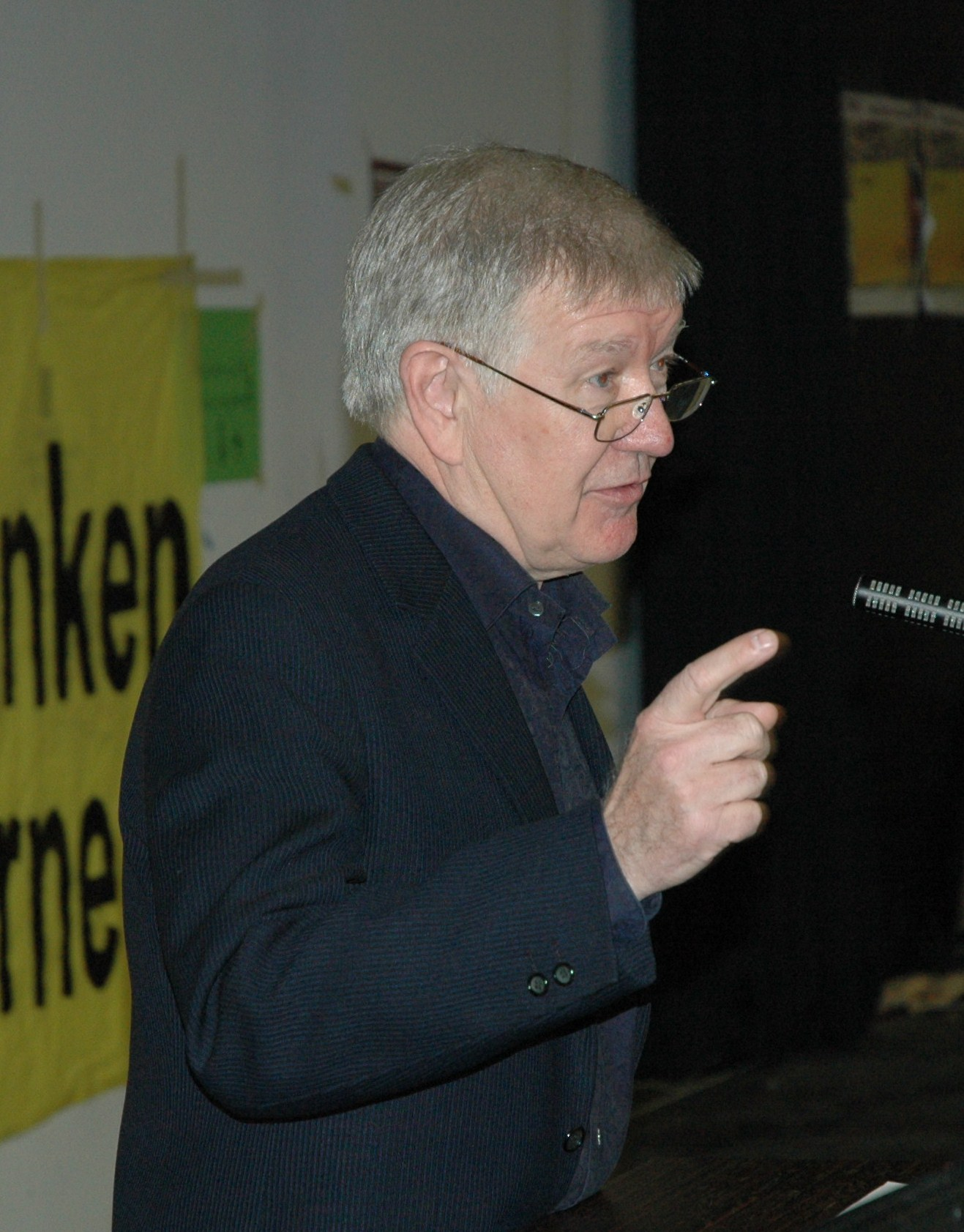
Armin Thurnher, Chefredakteur des Falter
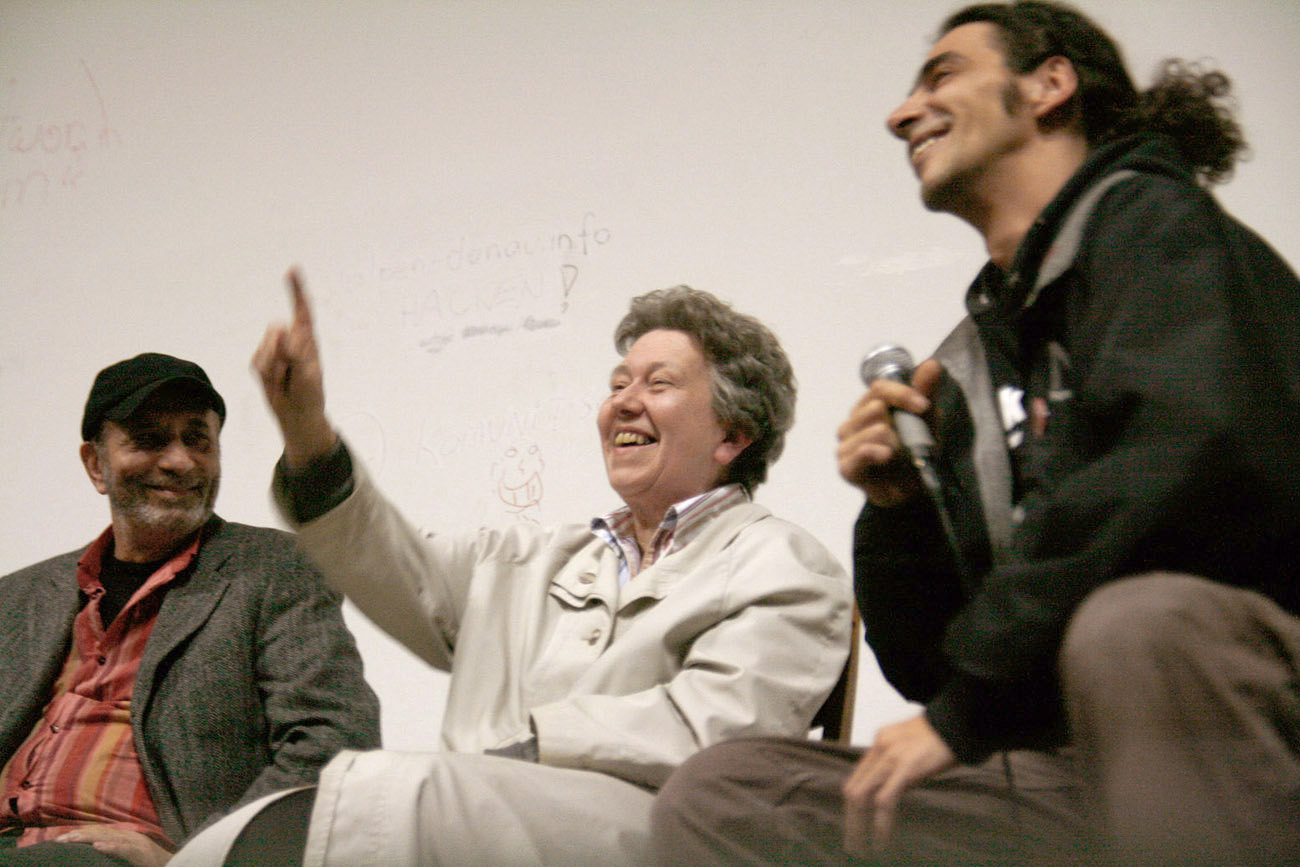
Ute Bock, Tom-Dariush und Houchang Allahyari, Vorpremiere von Bock for President
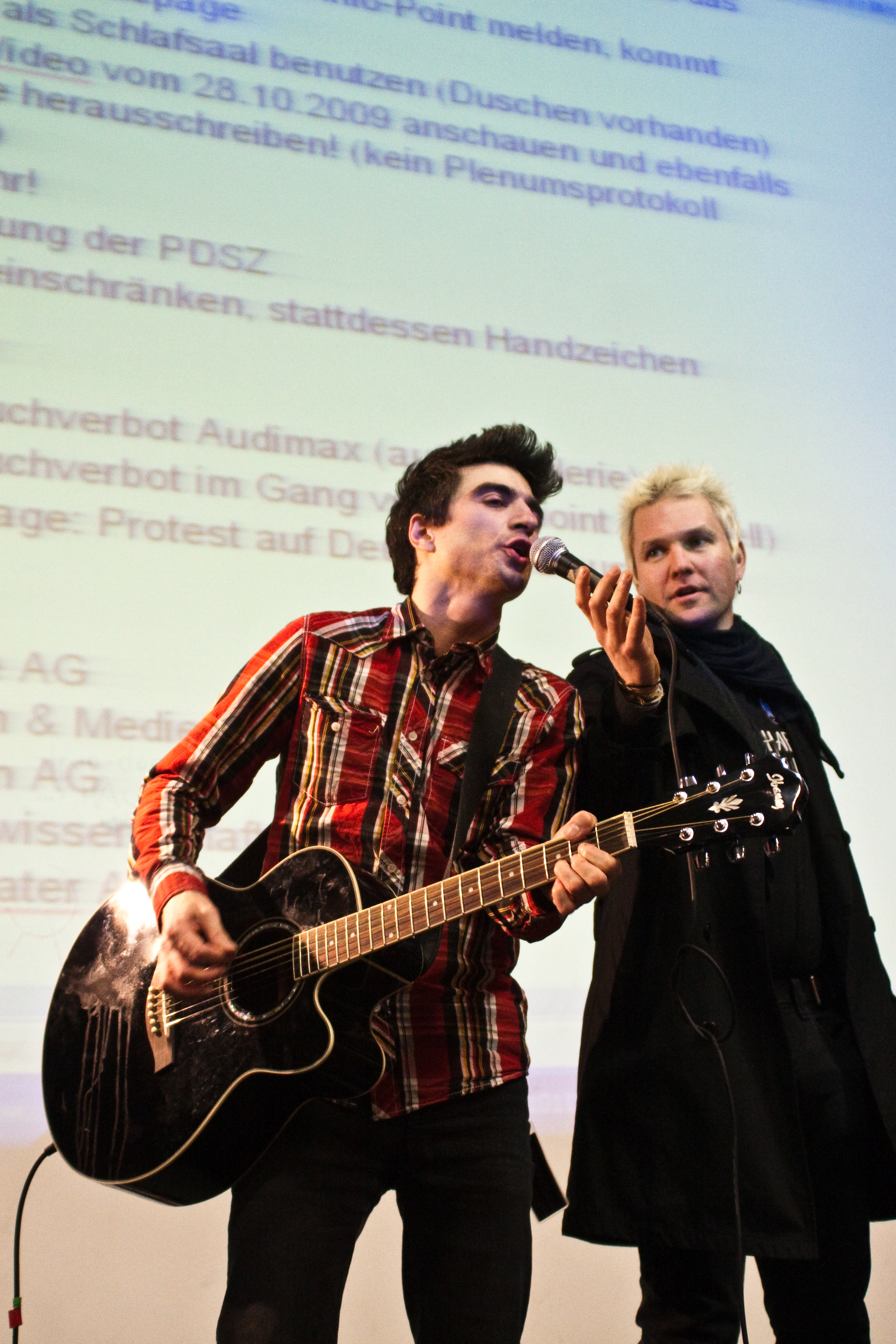
Anti-Flag, US-Punkband
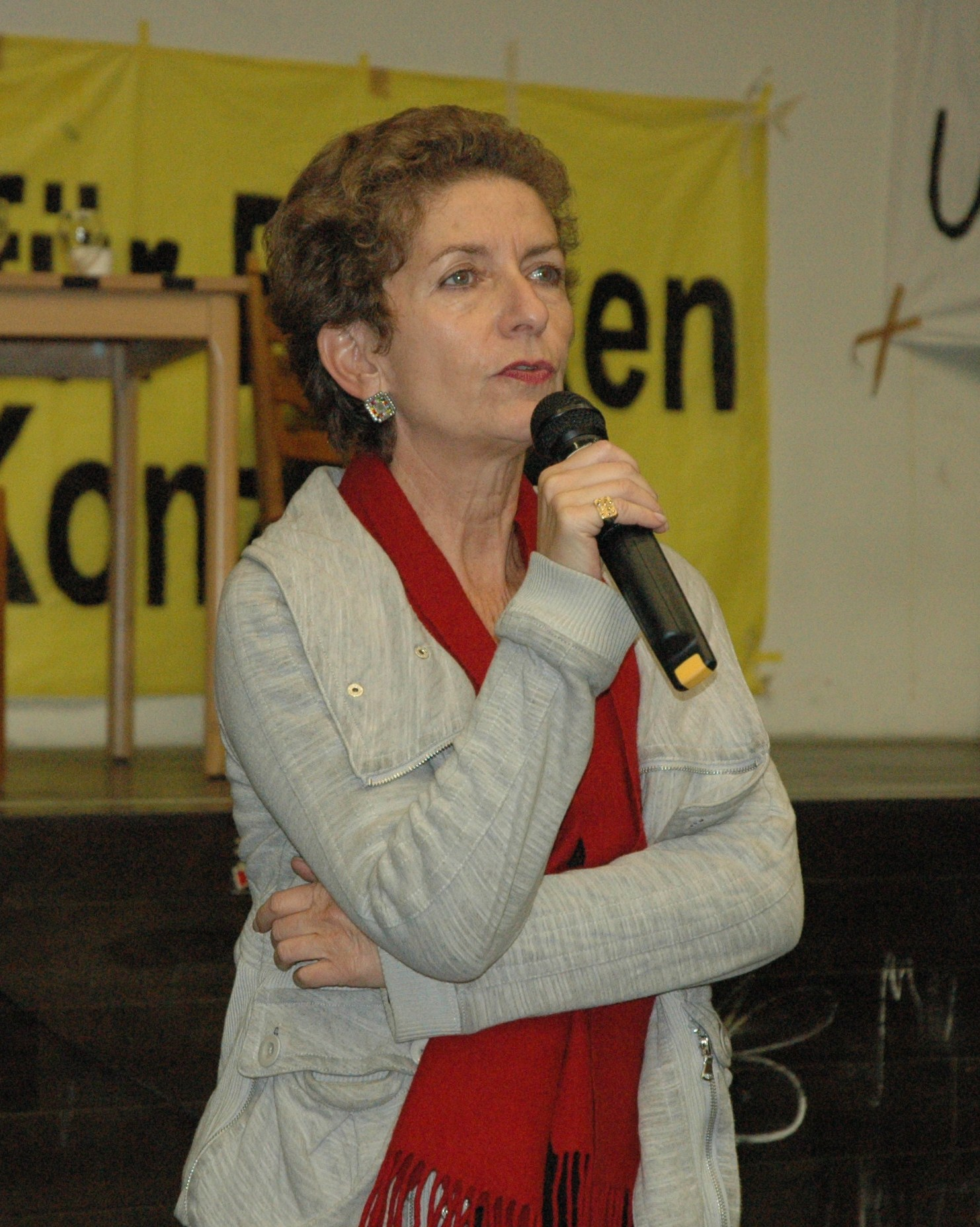
Ruth Beckermann, Autorin und Filmschaffende
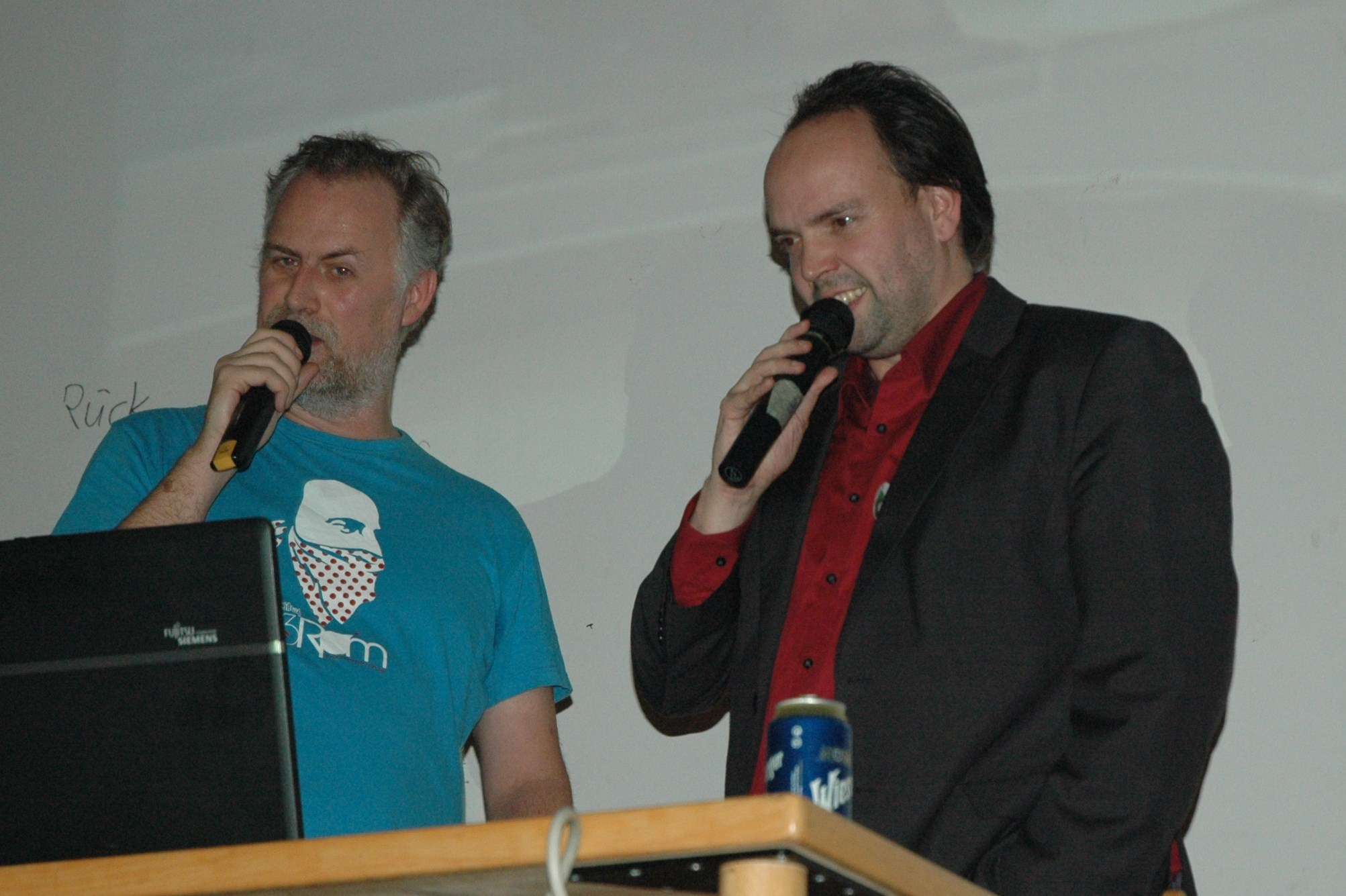
Peter Hörmanseder (links) und Robert Stachel von maschek.
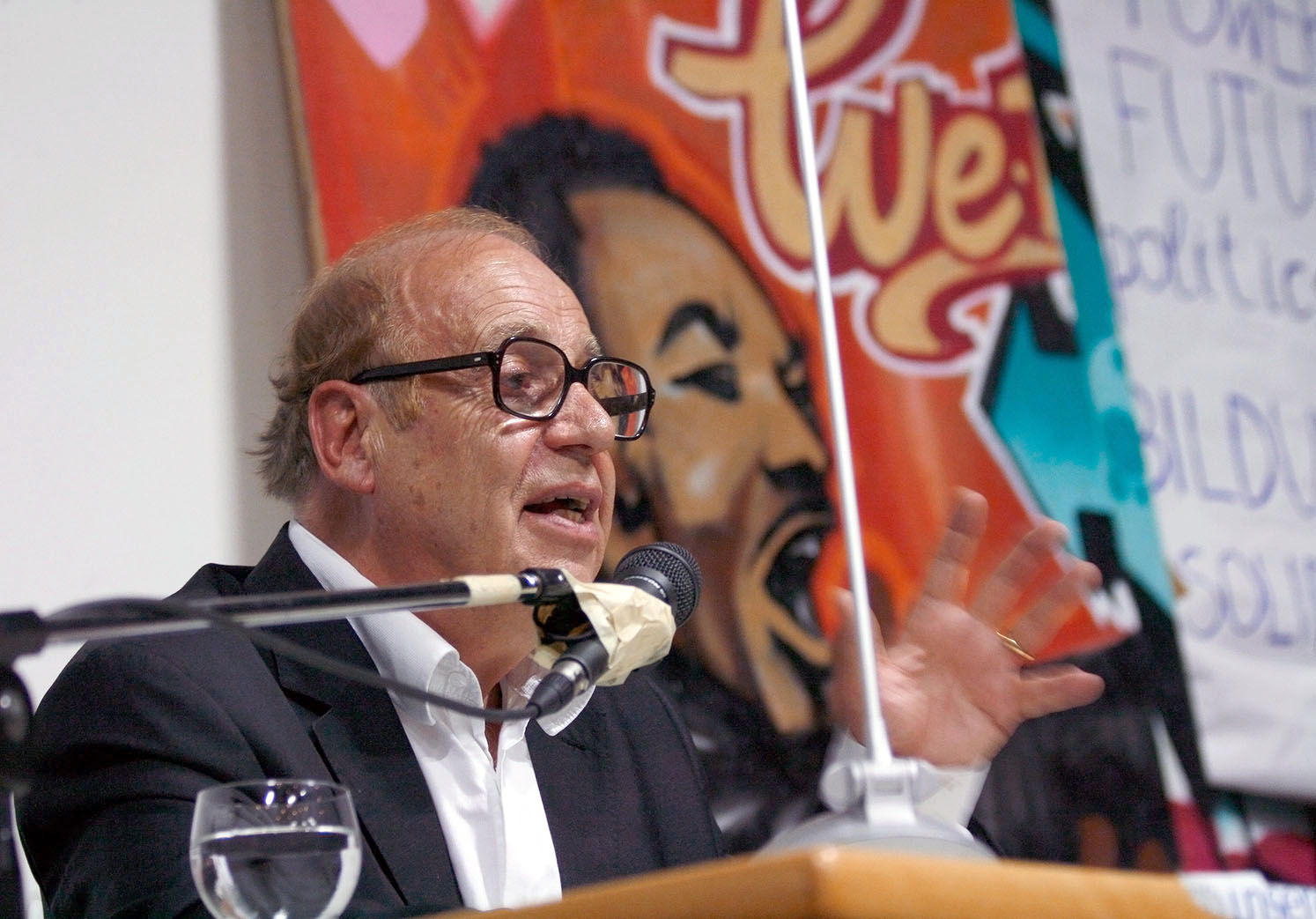
Jean Ziegler
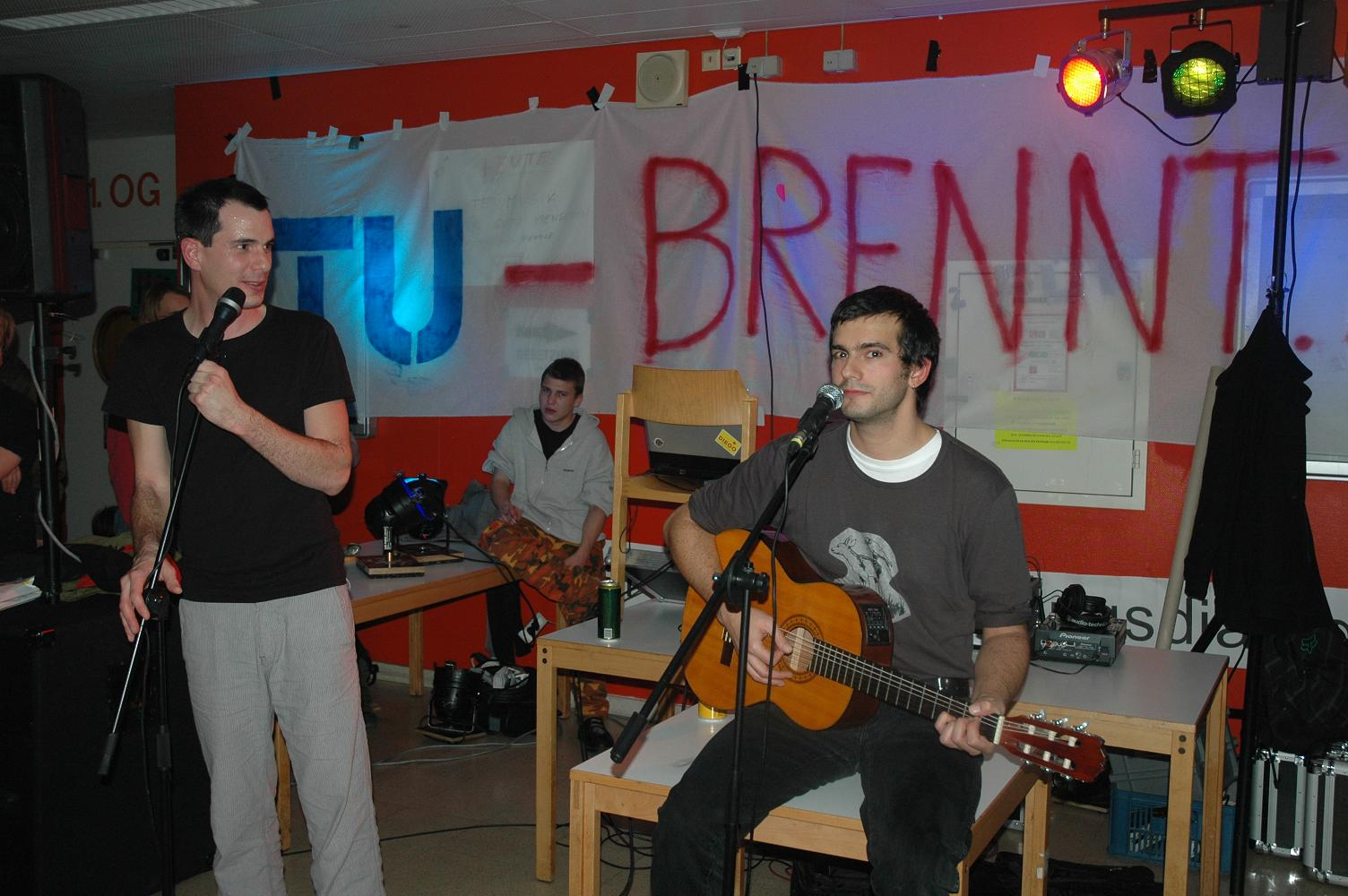
Christoph & Lollo im Freihaus der TU Wien
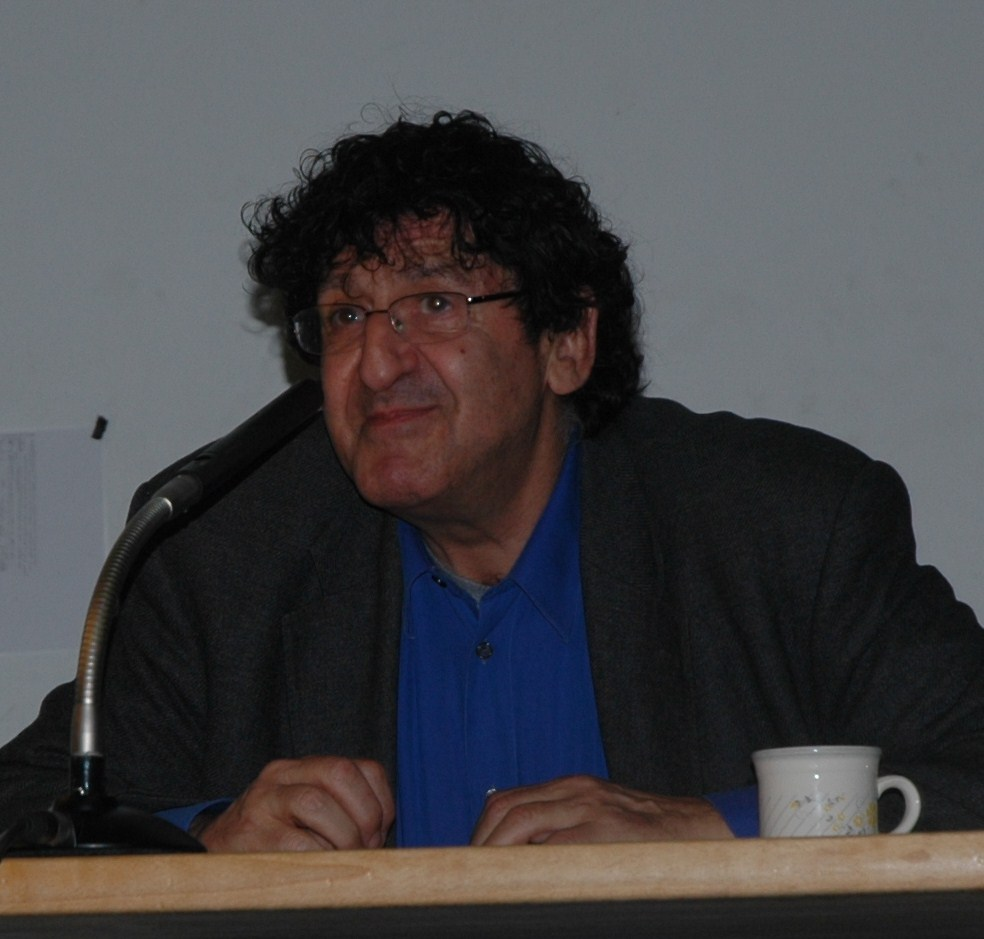
Robert Schindel, Schriftsteller
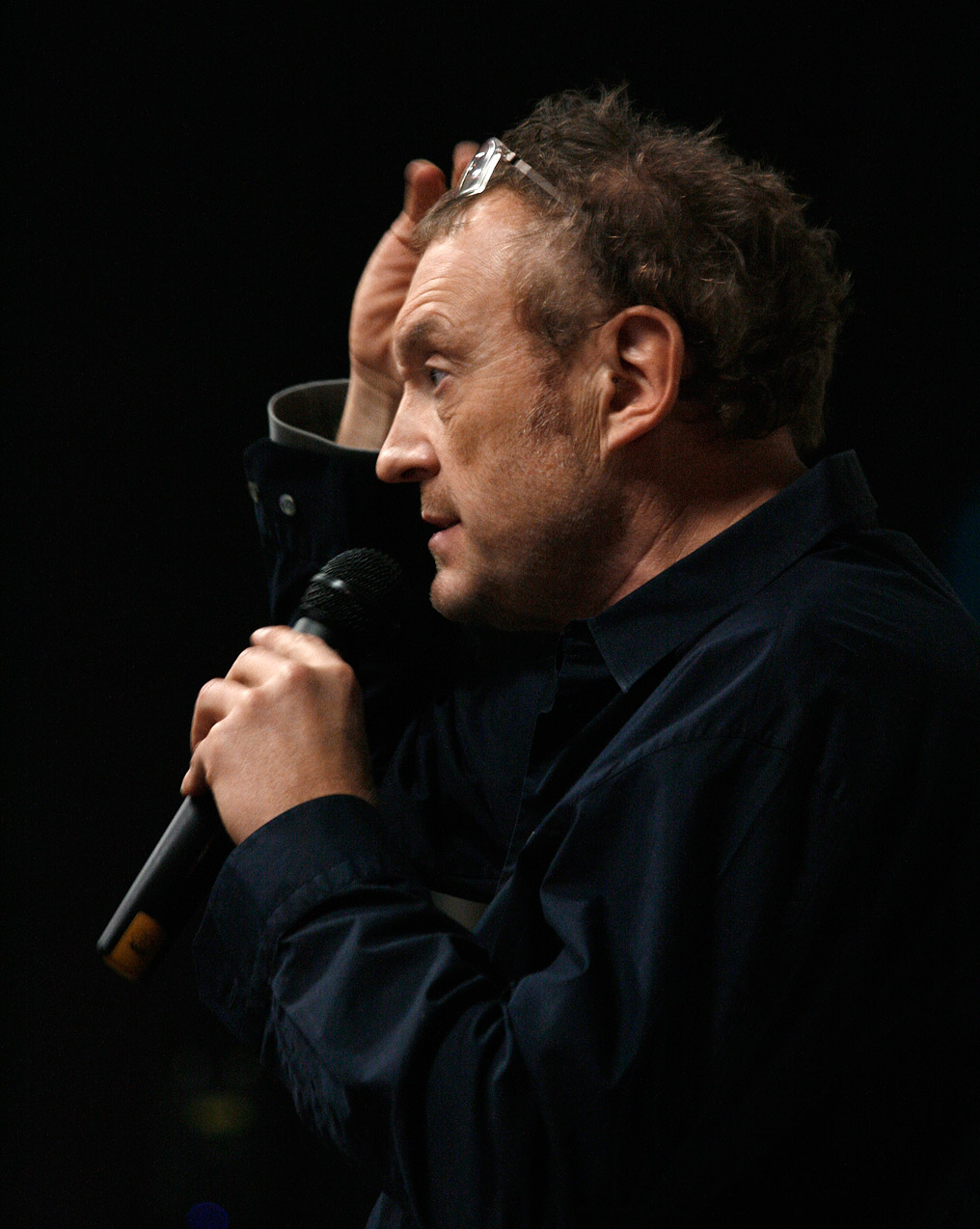
Josef Hader
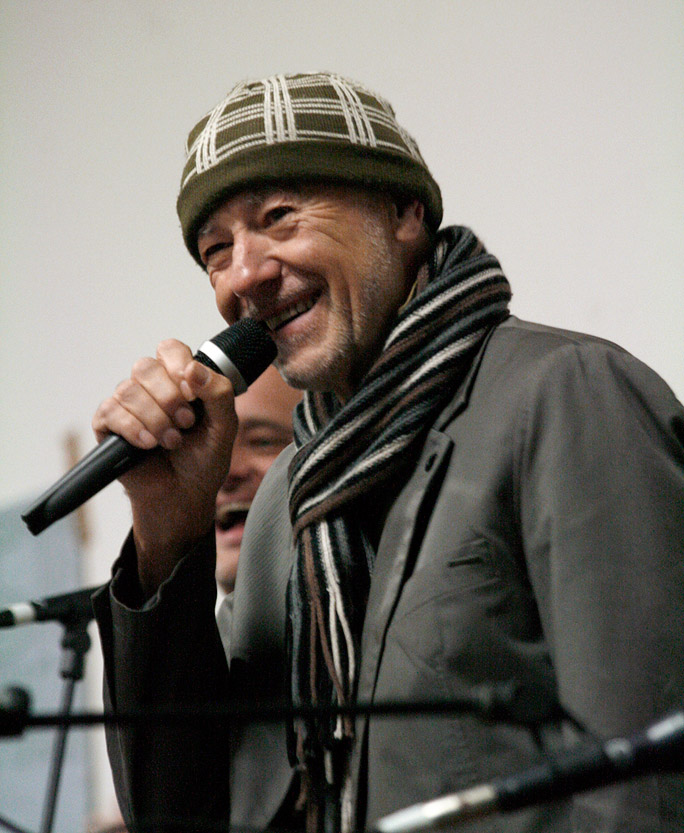
Willi Resetarits, Stubnblues

## Reaktionen

### Universitäten

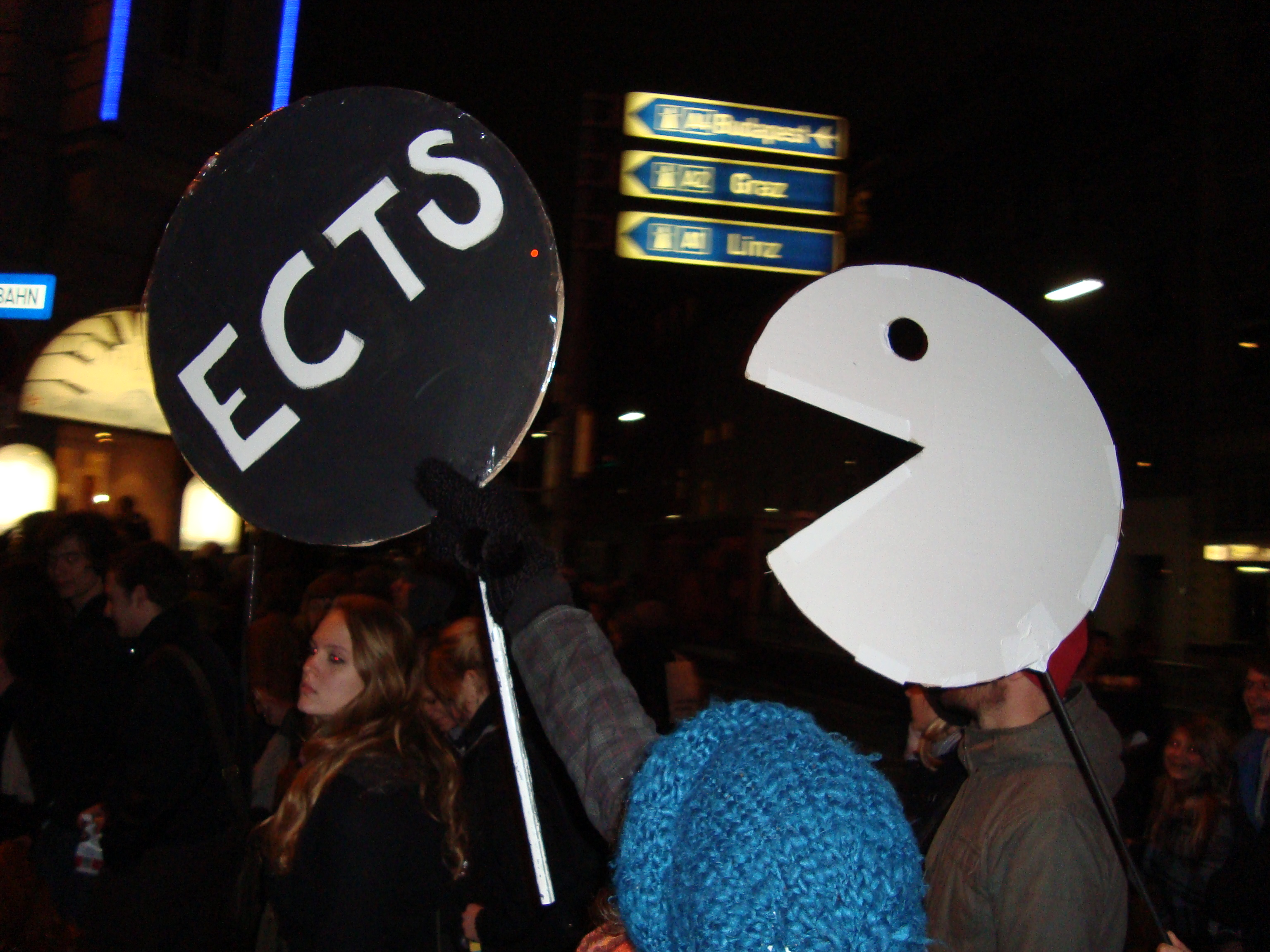
ECTS-Punkte als „Jagdobjekt“ nach dem Pac-Man-Prinzip

Aus dem Universitätsbereich wurde eine überwiegend positive oder zumindest neutrale Haltung zu den Protesten vernommen. Anzeigen gegen die Besetzer gab es an keiner Universität, zumeist wurde der Dialog mit den Besetzern gesucht. Dies lag daran, dass viele Rektoren die Forderungen der Besetzer zumindest teilweise nachvollziehen können und für unterstützenswert erachteten.

#### Rektoren und Dekane
Der Präsident der Universitätenkonferenz und Rektor der Wirtschaftsuniversität Wien, Christoph Badelt, meint, es fehle „eine Milliarde Euro im Jahr, um Europareife zu haben“. Die Universitätenkonferenz fordert einen rechtlich verbindlichen Wachstumspfad, der eine Erhöhung der Ausgaben für tertiäre Bildung bis 2015 auf 2 % (derzeit bei 1,2 %) vorsieht. Dies solle „spätestens im 1. Quartal 2010“ vom Nationalrat beschlossen werden und müsse daher von der Regierung im Ministerrat „in den nächsten Wochen abgesegnet“ werden. Eine entsprechende Gesetzesvorlage, der die Erhöhung der Staatsausgaben für den tertiären Bildungsbereich von 2,772 Milliarden Euro im Jahr 2010 auf 3,634 Milliarden im Jahr 2015 vorsieht, haben die Rektoren bereits ausformuliert.
Es müsse ein rechtsverbindlicher Zeitplan zur Verwirklichung des im Regierungsprogramm verankerten Ziels, zwei Prozent des Bruttoinlandsprodukts (BIP) für tertiäre Bildung zur Verfügung zu stellen, festgelegt werden (derzeit bei 1,2 %).
Eine andere Meinung als jene der Besetzer vertritt er jedoch im Bereich des Hochschulzugangs, wo er ein „Bekenntnis zu Zugangsregelungen in jenen Fächern, wo die Kapazitäten nicht reichen“ fordert. Der Rektor der Universität für angewandte Kunst Wien und Vizepräsident der Universitätenkonferenz, Gerald Bast, meinte am Tag nach dem ersten Treffen des Hochschuldialogs von Minister Hahn am 25. November 2009, die Politik solle eine „angemessene Finanzierung“ der Unis endlich realisieren und nicht nur immer wieder beabsichtigen. „Ja, hätte man nicht so hohen Respekt vor dem Parlament und der Regierung, dann könnte man sich gefrotzelt fühlen“, so Bast.
Der Rektor der größten österreichischen Universität, der Universität Wien, Georg Winckler, äußerte ebenfalls ein „gewisses Verständnis“ für die Proteste und sieht die Politik am Zug. Im Gegensatz zu manchen in Deutschland erfolgten Besetzungen, die von den Universitäten mithilfe der Polizei umgehend geräumt wurden, setze Winckler lieber „auf Dialog“. Die härtere Vorgangsweise in Deutschland führt Winckler mutmaßlich auf „Verhärtungen“ zurück, die aus vorangegangenen Protesten resultiert seien. Seine Sorge sei weniger, dass die Hörsäle ruiniert würden, als „dass sich die österreichische Politik nicht mit den entscheidenden Fragen beschäftigt“. Zudem „warnt“ Winckler vor einem „Deutschen-Bashing“, schließlich sei die Universität Wien „froh über Internationalität“ und „eines der großen Probleme des Nachkriegsösterreich war das fehlende Bewusstsein, wie provinziell man in vielen Bereichen geworden war.“
Der Rektor der Universität in Innsbruck, Karlheinz Töchterle, nannte die Besetzung „Universität im besten Sinn“. Er dankte, dass es die Protestierenden „mit Ihrer Aktion geschafft haben, die Themen Bildung und Hochschule auf die politische Tagesordnung zu setzen.“ Der Rektor der Universität in Linz, Richard Hagelauer, nähme die „Forderungen der Hörsaalbesetzer […] sehr ernst“, und wäre für Gespräche offen. „Berechtigte Anliegen der Studierenden haben bei uns immer Platz.“ Heinrich Schmidinger, Rektor der Universität Salzburg, erklärte sich bereits zu Beginn der Proteste in Salzburg mit den Besetzern solidarisch. Es bestehe Übereinstimmung mit den Besetzern in deren Hauptzielen, wenngleich auch bei den Lösungswegen zu den Problemen unterschiedliche Meinungen zwischen ihm und den Besetzern vorherrschend seien, so Schmidinger.
Die Dekane der Universität Wien stellten sich in vielen Bereichen hinter die Forderungen der Studierenden und bezeichneten die Unipolitik als „völlig jämmerlich“. Heinz Fassmann, der Dekan der Fakultät für Geowissenschaften, Geografie und Astronomie meinte: „Wir sprechen am Sonntag über Forschung und Lehre als Treibstoff einer rohstoffarmen Gesellschaft, und am Montag haben wir es schon vergessen.“ Die angeblich zusätzlichen 34 Mio. Euro für die Unis seien ein Etikettenschwindel, da diese ohnehin wieder nur aus dem Uni-Budget kommen. Der Dekan der Rechtswissenschaftlichen Fakultät Heinz Mayer fordert die Politik auf, mit den Studenten in einen echten Dialog zu treten, äußert jedoch auch Kritik an der Besetzung der Hörsäle und meint, man solle das „Wissenschaftsministerium besetzen – wenn schon“. Er habe der Hochschülerschaft angeboten dabei mitzumachen, wenn im Gegenzug das Audimax freigegeben wird.
Auch von Seiten der Dekane der Katholisch-Theologischen und der Evangelisch-Theologischen Fakultät der Universität Wien kommt Unterstützung für die Studierenden. „Sie machen reale Probleme öffentlich sichtbar und fördern und fordern die politische Auseinandersetzung.“

#### Vertretungen der Studierenden und Lehrenden
Solidarisch mit den Besetzenden zeigten sich zahlreiche Lehrende und Lehrendenorganisationen, wie etwa die seit 1996 existierende IG externe LektorInnen und freie WissenschafterInnen, eine österreichweite Interessensvertretung von Lektoren oder die „Plattform universitäre Mitbestimmung“ (PLUM). Auf Initiative der IG externe LektorInnen und freie WissenschafterInnen fand sich in Wien auch ein offenes „Lehrenden- und Forschendenplenum“ zusammen, das unterschiedliche Statusgruppen an unterschiedlichen Wiener Universitäten organisierte und mit dem Label „Squatting Teachers“ an Demonstrationen und Protestaktionen teilnahm. Dieses Plenum verabschiedete am 2. November 2009 einen umfangreichen Forderungskatalog. Der UniversitätslehrerInnenverband (ULV) als (nach eigener Angabe) „mitgliederstärkste hochschulpolitische Organisation“ verwies darauf, dass viele Forderungen der Protestierenden seit 2004 im Rahmen der Initiative „Reparaturwerkstatt Universität“ auch vom ULV erhoben wurden.
Die Österreichische Hochschülerinnen- und Hochschülerschaft betrachtet die Proteste „als starkes Zeichen für freie Bildung“ und fordert von der Politik die „notwendigen Mittel für die Unis bereit[zu]stellen“. Auf angenommenen Antrag der Unabhängigen Fachschaftslisten Österreichs (FLÖ) sollen 100.000 Euro vom ÖH-Budget für „friedliche Proteste“ verwendet werden. Ein entsprechender Beschluss der ÖH-Bundesvertretung, der auf Antrag der Besetzer eine „zweckgebundene“ Verwendung dieser aus Rücklagen stammenden Mittel ermöglicht, wurde von 46 der 77 anwesenden Mandatare mitgetragen. Lediglich die der ÖVP nahestehende Aktionsgemeinschaft (AG), die 22 Mandate hält, stimmte geschlossen gegen den Antrag, der eine „Subventionierung und Toleranz der Sachbeschädigungen“ darstelle und eine „Bankrott-Erklärung der linken ÖH-Minderheitenexekutive“ sei.
Als eine der wenigen empirischen Studien zu den Studierendenprotesten und zur Bildungsdebatte wurde vom Verein IG-Soziologie Forschung im Auftrag der ÖH Ende 2009 eine Erhebung unter den Studierenden der vier Grazer Universitäten durchgeführt.

### Medien
In den Medien wurden die Proteste unterschiedlich wahrgenommen. Von den Tageszeitungen berichtete der linksliberale Der Standard, der bereits am ersten Tag Mitarbeiter in den Audimax entsendete, um seither von dort für die Webseite derstandard.at live zu berichten, am ausführlichsten über die Protestbewegung. Die neben dem Standard als zweite, eher konservative Qualitätszeitung geltende Die Presse reagierte anfangs eher zurückhaltend und übte vorwiegend Kritik an der Form und den Zielen des Protestes. In eine ähnliche Kerbe schlug auch der Kurier, eine der auflagenstärksten österreichweit erscheinenden Tageszeitungen. Auch hier wird tendenziell die Notwendigkeit der Beschränkung des Hochschulzugangs betont, die nächtlichen Konzerte und Partys und damit einhergehender Genussmittelkonsum überwiegen in der Berichterstattung die untertags laufenden Aktivitäten und Arbeiten. Die reichweitenstärkste Zeitung des Landes wiederum, die Kronen Zeitung, scheint bislang weder den Studenten noch den Reaktionen der Politiker etwas abgewinnen zu können. So wurden einerseits irreführende Kurzmeldungen lanciert, wie jene über einen vermeintlich „vermummten Demonstrierer[s]“, der in Wahrheit unter Atemschutz eine Staffelei besprayte, und am Tag der Demonstration am 5. November titelte die Zeitung „Uni-Rebellen lösen Chaos in Wien aus“, während Kommentator Michael Jeannée in seinem „Brief“ an die Audimax-Besetzer keinen Hehl aus seiner Abneigung ihnen gegenüber machte. Andererseits kritisiert Krone-Leitartikel-Schreiber Claus Pándi heftig die „Fehleinschätzungen“ der Politik, die die Uni-Missstände ignorieren und verleugnen.
Was die gratis in Ballungsräumen erscheinenden Zeitungen Österreich und Heute betrifft, fällt eine überwiegend positive Berichterstattung über die Studentenproteste auf. Die Chefredakteure der beiden Blätter, Wolfgang Fellner und Richard Schmitt, schlugen sich in Leitartikeln und Kommentaren deutlich auf die Seite der Studierenden, deren Anliegen starke Berechtigung hätten. Heute-Chefredakteur Schmitt nannte Kritiker anderer Zeitungen gar „Spießer“.
Das ursprünglich nach Vorbild des deutschen Spiegel gegründete und nun zum Medienkonzern News gehörende Nachrichtenmagazin Profil bezog deutlich Stellung auf Seiten der Protestgegner, Chefredakteur Christian Rainer polemisierte in seinem mit „Tupperware-Party im Audimax“ betitelten Leitkommentar gegen die Protestbewegung.
Neutraler fällt die Berichterstattung im Fernsehen aus, wo in Österreich ORF, ATV sowie Puls TV Berichte, Reportagen und Diskussionsrunden durchführen. Gemeinhin kommen hierbei alle mehr oder weniger Involvierten oder zuständigen Personen zu Wort.
International nimmt vor allem der deutschsprachige Raum Anteil an den Protesten. So widmete Die Zeit am 5. November 2009 ihre Titelseite unter rot-weiß-roter Hinterlegung den Studentenprotesten in Österreich. Darüber hinaus berichtete unter anderem die französische Tageszeitung Le Monde noch in der ersten Besetzungswoche ausführlich über die Proteste in Österreich. Aber auch außerhalb Europas beschäftigen sich Medien mit den Protesten, so sendete das russische Staatsfernsehen in einer Nachrichtensendung einen Bericht, der sich ausschließlich der Situation in Österreich widmete.
Im Jahr 2010 erschien der Dokumentarfilm #unibrennt - Bildungsprotest 2.0 von der AG Doku, der von coop99 produziert wurde. Er dokumentiert die Bewegung der Universitätsbesetzungen in Deutschland und Österreich und die vorbildhafte Bedeutung der Wiener Universitätsbesetzung.

### Politik

#### Regierungsparteien
Verständnis für die Proteste der Studierenden zeigten Bundeskanzler Werner Faymann von der SPÖ wie auch Wiens Bürgermeister Michael Häupl (SPÖ). Später sprach sich Faymann jedoch für „eine Art von Zugangsregelung“ aus, was ihm Kritik der sozialdemokratischen Jugend- wie Studierendenorganisation einbrachte.

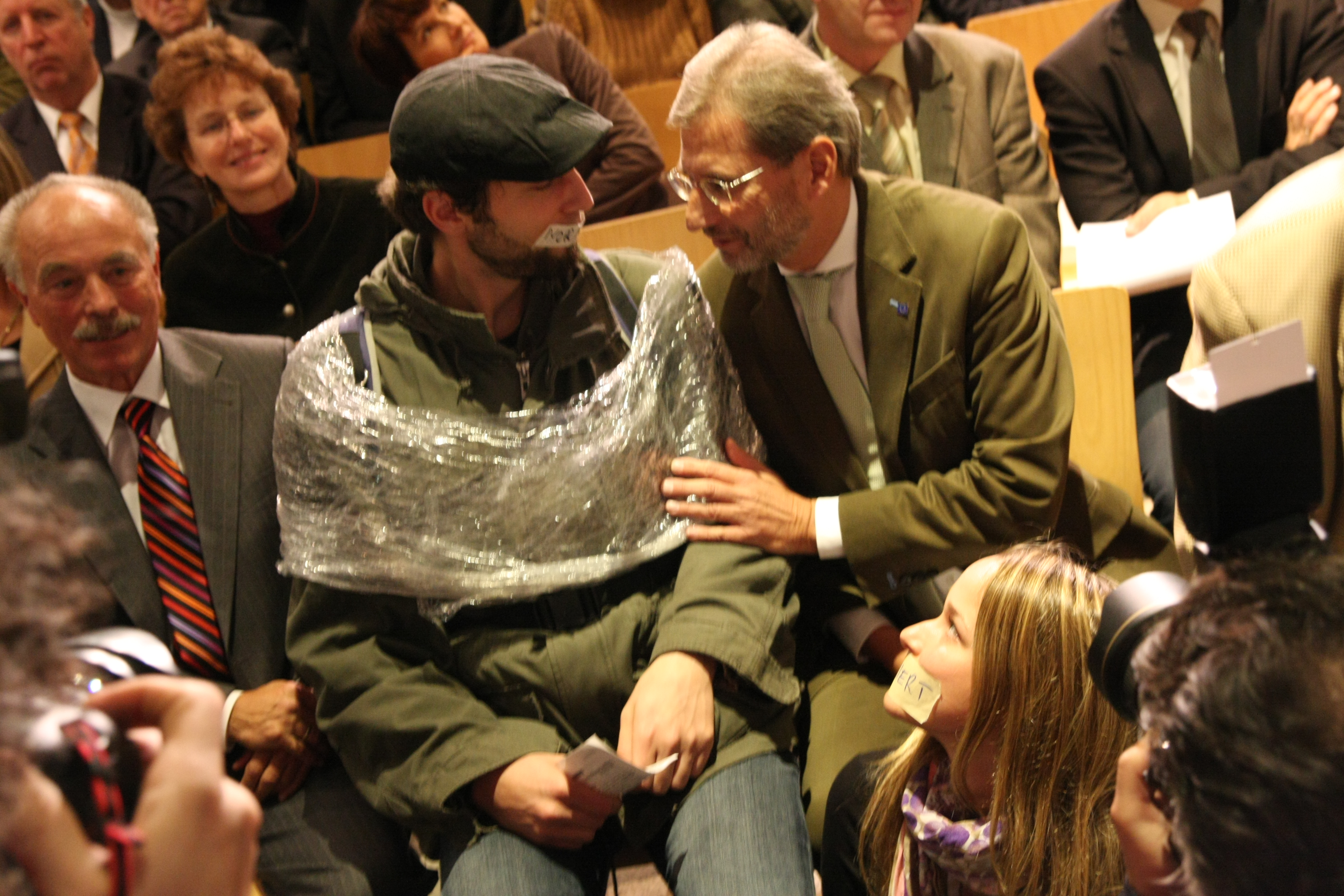
Protestierende und Wissenschaftsminister Johannes Hahn (ÖVP)

Gegen die Proteste und Besetzungen sprachen sich Wissenschaftsminister Johannes Hahn und andere Persönlichkeiten aus der ÖVP aus. Wenige Tage nach Beginn der Proteste verkündete Hahn, 34 Millionen aus der Reserve des Ministeriums zur Verbesserung der Studienbedingungen auszugeben. Mit den für 2009 und 2010 für Infrastruktur vorgesehenen 17 Millionen sollen damit zusätzlich insgesamt 68 Millionen Euro an die Universitäten gehen. Weitere Maßnahmen wolle er nicht ergreifen. Doch dieses Geld würde nicht die „Grundfragen an den Universitäten [lösen] – das kann nur im Rahmen eines gesellschaftlichen Grundkonsenses geschehen.“ Dafür rief er für den 25. November einen „Hochschul-Dialog“ aus, dem „alle gesellschaftlichen Gruppen, die am Hochschulsystem beteiligt sind“ angehören sollen: Österreichische HochschülerInnenschaft, Studierende, „Vertreter/innen der Universitäten und Hochschulen, Sozialpartner/innen sowie Vertreter/innen der Regierung.“ Zu diesem Treffen wurden auch Abgesandte des Protests eingeladen. Der Dialog sollte der Auftakt einer intensiven Arbeits- und Diskussionsphase sein, der im Juni 2010 zu einem Konsens auf breiter gesellschaftlicher Basis führen soll. Nachdem bereits die Rektoren zu Ostern 2010 aus dem Dialog ausgestiegen sind, entschlossen sich am 14. Mai 2010 auch die Studierenden aus diesem auszusteigen, da die nunmehrige BMin Karl durch ihre Aussagen wiederholt diesen torpedierte. So soll nun z. B. die Studieneingangsphase als Selektionsinstrument verstanden werden, obwohl sich alle Beteiligten im Dialog dagegen ausgesprochen haben.
Bereits im Sommer 2009 startete Hahn beim europäischen Forum Alpbach eine Diskussion zum österreichischen Hochschulraum und die gesamte Ausrichtung des tertiären Bildungssektors, um ein Gesamtkonzept der einzelnen Einrichtungen zu erstellen.
ÖVP-Chef und Finanzminister Josef Pröll sagte etwa zwei Wochen nach Beginn der Proteste, er „werde nicht zulassen, dass lautstarke Gruppen versuchen, die Politik, das Land und die Steuerzahler in Geiselhaft zu nehmen.“ Nachdem ein Großteil der Studierenden die gleichen Studien wähle, wäre eine Überbelegung gewisser Fächer folgeschlüssig. „Ich frage mich: Warum sollen Zugangsregelungen keine Antwort sein?“
Der Tiroler ÖVP-Landtagspräsident Herwig van Staa zeigte sich den Protesten durchaus aufgeschlossen und besuchte die Besetzer im besetzten Hörsaal in Innsbruck. Dazu meinte er: „Ich find das gut, dass ihr hier her kommt und das Gebäude besetzt, das ist eine demokratische Äußerung. Aber überlegt euch, was ihr wollts.“ Ihre Unterstützung für die protestierenden Studenten bekundeten in Mehrheitsbeschlüssen der Wiener, der burgenländische und der steirische Landtag.

#### Bundespräsident
Bundespräsident Heinz Fischer rief alle Beteiligten auf, „unverzüglich in einen ernsthaften, sachlichen Dialog ohne Vorbedingungen einzutreten und Lösungen für die Erfordernisse unserer Universitäts- und Bildungspolitik zu erarbeiten, die letzten Endes nicht nur die Universitäten, sondern den gesamten Bildungsbereich betreffen.“ Die Protestierenden „artikulieren – so wie das auch Generationen vor ihnen getan haben – ihre Anliegen nach besseren Studienbedingungen und im Zusammenhang damit nach einer verstärkten Finanzierung der Universitäten. Ich gehe davon aus, dass ihre Sorgen nicht nur den eigenen Lebenschancen gelten, sondern auch einer zukunftsorientierten Bildungspolitik als Grundlage einer gedeihlichen Entwicklung unseres Landes.“

#### Opposition
Der dritte Nationalratspräsident und FPÖ-Wissenschaftssprecher Martin Graf forderte eine „Uni-Milliarde zur Beseitigung der untragbaren Bedingungen an den Universitäten.“ Die aktuellen Proteste und Demonstrationen wären zwar inhaltlich berechtigt, aber von den falschen Repräsentanten getragen. Graf wörtlich: „Hier haben sich anarchistische und chaotische Elemente zu Studentenführern aufgeschwungen, was leider auch zu befürchten war“. Auch FPÖ-Generalsekretär Harald Vilimsky sprach von den Besetzern als „radikal-anarchistischen Besetzern“.
Die Grünen sympathisieren mit den Protestierenden. Nach ihrem Wissenschaftssprecher Kurt Grünewald hätten die Proteste „eine längst notwendige Grundsatzdebatte angestoßen, die schon seit Jahren geführt werden hätte sollen.“ Es wurde eingefordert, die von der Regierung beschlossene Aufstockung der Uni-Budgets auf zwei Prozent des BIP umzusetzen. Dies wäre notwendig zum Erreichen von internationalen Betreuungsverhältnissen sowie der schrittweisen Anhebung der Studienplätze bis 2011. Am 12. November fand eine von den Grünen beantragte Sondersitzung im Nationalrat zur aktuellen Universitätslage statt.
Als „völlig konzeptlos, inhaltslos und sinnlos“ bezeichnete BZÖ-Generalsekretär Stefan Petzner die Proteste der
Studierenden. Auch für Studierende würde das Leistungsprinzip gelten, „das BZÖ war, ist und bleibt daher für die sofortige Wiedereinführung der Studiengebühren, die Leistung fördert und fordert.“ BZÖ-Chef Josef Bucher nannte die Besetzer „linkslinke Anarchisten“, die die fleißigen Studenten vom Studieren abhielten.

#### Interessensvertretungen
Der Österreichische Gewerkschaftsbund-Bundesvorstand solidarisierte sich mit der Studierendenbewegung und ÖGB-Vizepräsidentin Sabine Oberhauser besuchte die Besetzer im Audimax.
Der Pensionistenverband Österreichs (SPÖ) solidarisierte sich mit den Studierenden und der Präsident Karl Blecha meint hierzu, „wir teilen die berechtigten Anliegen der Studentinnen und Studenten.“ Nach dem Bundesobmann des Österreichischen Seniorenbundes (ÖVP), Andreas Khol, würden jene „Politiker und Gruppierungen, die in den letzten Tagen den Uni-Blockierern zumunde redeten, … in höchstem Grade verantwortungslos“ handeln. „Das Interesse des Staates ist die Ausbildung zur Mitarbeit in der Leistungsgesellschaft und für das Gemeinwohl, nicht nur die schrankenlose Selbstverwirklichung, nicht die Bildung allein.“

### Kirchen
Die Katholische und Evangelische Kirche bezogen lange Zeit keine Stellung zu den stattfindenden Protesten. Der lutherische Bischof Michael Bünker meldete sich am 30. Oktober 2009 im Rahmen einer Pressekonferenz zu Wort und meinte protestierende Studenten seien „etwas Positives“. Das zeige, dass es keine politikverdrossene Jugend gebe. Bünker bekräftigte: „Wir brauchen mehr Bildungsgerechtigkeit. Die Politik ist hier gefordert.“ Kardinal Christoph Schönborn äußerte sich am 13. November 2009 zu den Protesten und meinte „man muss die tieferen Ursachen der Studentenproteste sehen“. Schönborn zeigte auf Anfrage Verständnis für die Proteste der Studenten, die auf die schwierigen Studienbedingungen zurückzuführen seien. Diese Proteste seien aber nur Symptom für eine tiefer liegende Krise: Der Kardinal sprach wörtlich von der „Ökonomisierung des Bildungsbegriffs“ und einem „verkürzten Menschenbild“.

### „Audimaxismus“ österreichisches Wort des Jahres 2009

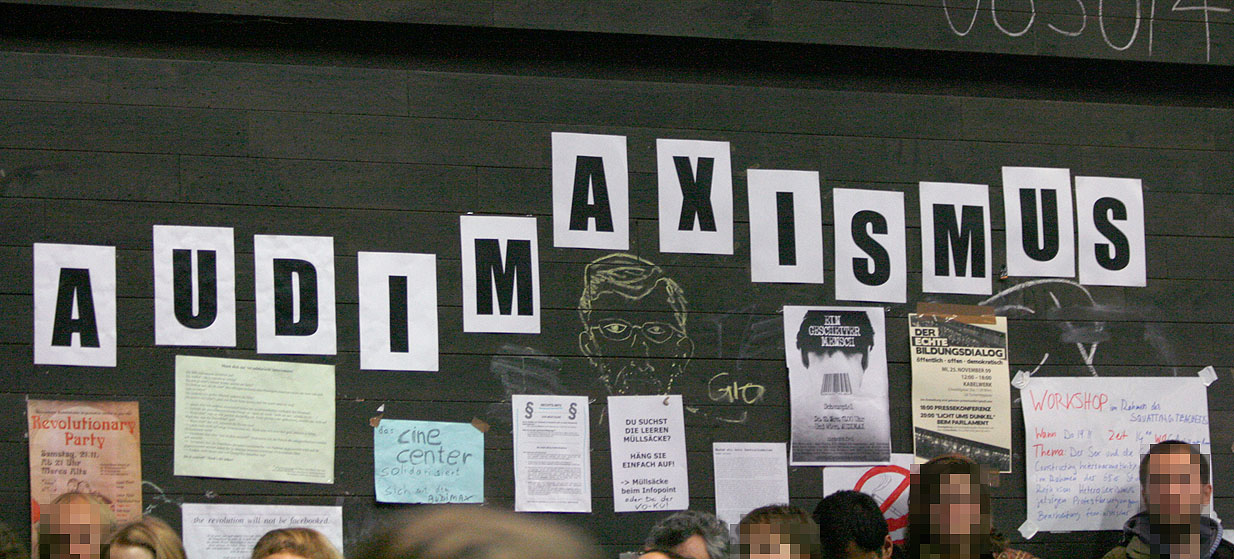
Teil des Schriftzugs „Audimaxismus vs Reprivat Österreich“ an der Wand des besetzten Audimax der Universität Wien

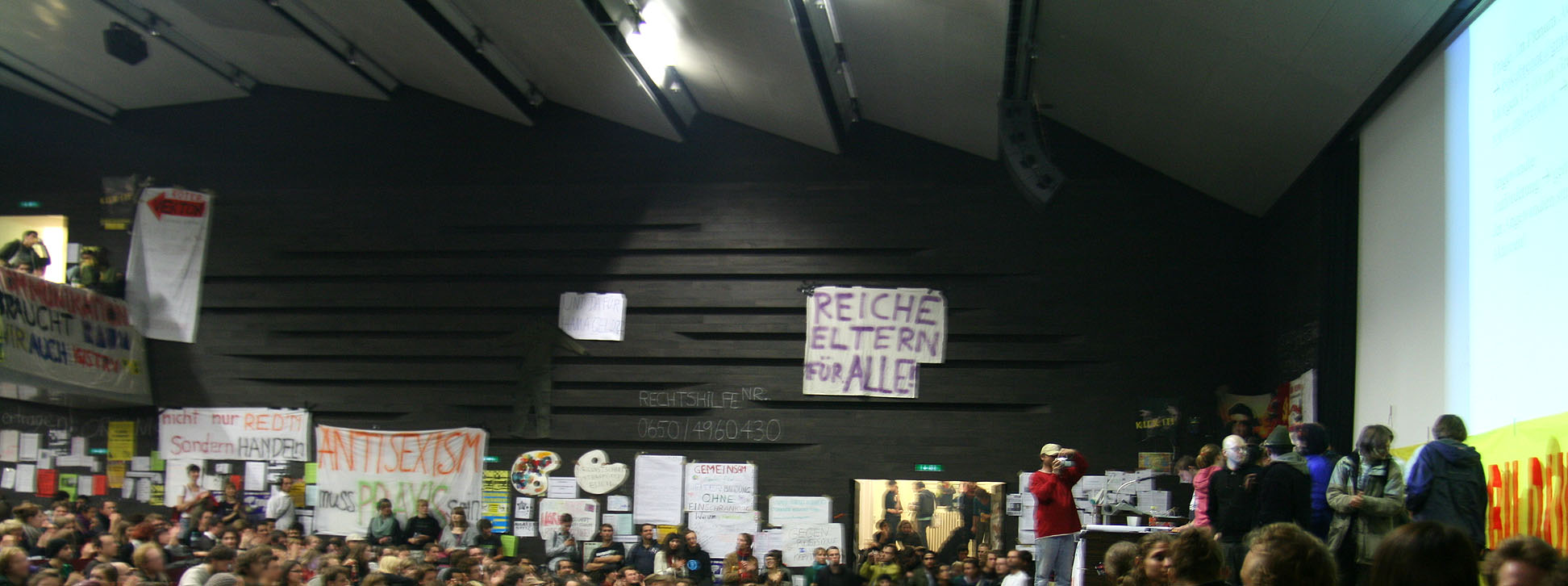
Banner mit dem Slogan „Reiche Eltern für alle!“

Im Dezember 2009 wurde der Begriff Audimaxismus zum österreichischen Wort des Jahres gekürt, „Reiche Eltern für alle!“ wurde als Spruch des Jahres gewählt. Die Wortkreation „Audimaxismus“ entstand im Umfeld der Studierendenproteste in Österreich 2009 mit der Besetzung des Auditorium maximum der Universität Wien, „Reiche Eltern für alle!“ ist ein Slogan der Proteste. Die Jury kommentierte das Ergebnis folgendermaßen: Der Begriff Audimaxismus „wurde von den Internetwählern zu Recht weit vor allen anderen gereiht, weil durch die Studentenbewegung erstmals seit langem wieder ernsthaft und umfassend über Bildung diskutiert wird. Bei dem Wort selbst handelt es sich um eine originelle Wortschöpfung, die eine Fülle von Assoziationen weckt. Es steht sowohl für den Wunsch der Studierenden nach maximaler Verbesserung ihrer Studienbedingungen, als auch für den Wunsch, bei der Politik Gehör (audi = lat. höre) zu finden. Die lautliche Ähnlichkeit zu (Austro)marxismus kann von den Gegnern der Bewegung verwendet werden, um diese in eine linke Ecke zu stellen, sodass diesem Wort durchaus eine gewisse Mehrdeutigkeit innewohnt, die seine Attraktivität verstärkt.“ Der „ironisch gemeinte Spruch“ „Reiche Eltern für alle!“ weise „darauf hin, dass unser Bildungssystem zu sehr auf den sozialen Status der Eltern ausgerichtet und nicht hinreichend durchlässig ist. Die Absurdität der Forderung verleiht dem Spruch Originalität und Zitatqualität.“

### Internationale Proteste
Siehe auch Studentenproteste in Deutschland 2009
Seit Anfang November wurden mehrere Universitäten in Deutschland besetzt, die sich auch auf die Proteste in Österreich beziehen und mit den Protestierenden in Kontakt stehen. Die Studierendenproteste zogen weitere Kreise, zwischenzeitlich wurden Universitäten auch in der Schweiz, England und Polen besetzt.

## Auswirkungen
Kleinere finanzielle Erfolge erzielten die Studierenden der BOKU. Ein seit Jahren gefordertes Haus der Studierenden wurde im bislang leerstehenden zweiten Stock des Gebäudes Türkenwirt (Tüwi) vom Rektorat der ÖH zur Verfügung gestellt.
An der Universität Salzburg wurden vom Rektorat Zusagen gemacht, einen Teil der Forderungen wie regelmäßige Hörerversammlungen oder größere Mitbestimmung in den Fachbereichsräten zu erfüllen. Ebenso wurden Arbeitsgruppen aus Universitätsangehörigen und Studierenden gebildet, die sich mit Studienrecht, mit verbessertem Informationsfluss und größerer Transparenz, sowie der Schaffung von Freiräumen für Studierende auseinandersetzten. Im Gegenzug wurde der besetzte Hörsaal über die Weihnachtsfeiertage freigegeben.
In Wien kündigte die Universitätsleitung an, einen Wettbewerb zur Gestaltung des Foyers des zweitgrößten Hörsaals, dem C1 am Campus, an. Dort wurden nach der Räumung der Besetzung diverse Möbel und Tische zur Nutzung als Aufenthaltsbereich hingestellt, aber schon nach wenigen Monaten wieder entfernt.
Aufgrund eines Forderungskatalogs bzw. der seit längerem bestehenden Forderung nach einem Institut für Internationale Entwicklung auf der Universität Wien der Studierenden der Internationalen Entwicklung und Sympathisanten, konnte im Zuge der Proteste die vorläufige Einrichtung der Forschungsplattform Internationale Entwicklung samt Mittel und Räumlichkeiten erreicht werden und besteht über die ersten befristeten Jahre, räumlich angegliedert an die C3-Bibliothek für Entwicklungspolitik weiter.
Auf der Ars Electronica wurde #unibrennt Anfang 2010 der Ehrenpreis der Ars Electronica in der Kategorie „Digital Communities“ verliehen.
Der Einsatz für Obdachlose im Rahmen der Besetzung des Audimax konnte das erste Unterkunftsprogramm Winterpaket für nicht-österreichische Obdachlose in Wien eingesetzt werden und wird seitdem jährlich fortgesetzt.
Insgesamt führten die Proteste zu keinen entscheidenden unmittelbaren Veränderungen der österreichischen Hochschulpolitik.

## Nachspiel
Im Juli 2010 wurden vier Uni-Brennt-Aktivisten und -Aktivistinnen wegen eines angeblich angezündeten Mistkübels verhaftet. Während ihrer siebenwöchigen Untersuchungshaft wurde zunächst wegen Bildung einer terroristischen Vereinigung ermittelt, diese Anklage jedoch fallengelassen. Stattdessen wurden sie wegen versuchter Brandstiftung angeklagt und die Verhandlung für den 13. März 2012 festgesetzt. Am 10. März fand eine Solidaritätskundgebung auf der Rampe der Uni-Wien statt, der sich auch das Rektorat der Akademie der bildenden Künste Wien in einer Stellungnahme anschloss und eine faire, nachvollziehbare Verhandlung forderte. Die ÖH kritisiert vor allem die in ihren Augen ungerechtfertigte Verhaftung und Observation Studierender, dieses Vorgehen erschüttere jegliches Vertrauen in den Rechtsstaat. Am 27. Juli 2012 wurden die vier Angeklagten aus Mangel an Beweisen nicht rechtskräftig freigesprochen.